# Abbaye Notre-Dame de Daoulas
Pour les articles homonymes, voir Abbaye Notre-Dame.
L'abbaye de Daoulas est une ancienne abbaye de l'ordre de Saint-Augustin située dans la commune de Daoulas, dans le département du Finistère, dans la région Bretagne, en France. Elle fait partie d'un enclos paroissial.
Propriété du conseil départemental du Finistère depuis 1984, la gestion de l’abbaye est confiée à l'établissement public de coopération culturelle (EPCC) Chemins du patrimoine en Finistère . Depuis le 1er janvier 2006, cinq domaines patrimoniaux du Finistère - l’abbaye de Daoulas, l’abbaye du Relec, le manoir de Kernault, le château de Kerjean et le château de Trévarez - sont réunis au sein de cet établissement public de coopération culturelle « Chemins du patrimoine en Finistère ». Pour l’année 2009, ces cinq équipements ont accueilli 173 555 visiteurs, soit un peu plus de 10 % de la fréquentation totale des structures du Finistère.
L'église et le cloître de l'ancienne abbaye font l’objet d’un classement au titre des monuments historiques depuis le 12 juillet 1886. Après une inscription en 1995, le porche de l'église abbatiale, dans sa totalité, fait l’objet d’un classement au titre des monuments historiques depuis le 29 mars 2004.

## Expositions
L'EPCC Chemins du patrimoine en Finistère organise des expositions ethnographiques ou socio-anthropologiques sur différents sujets transversaux liés à la diversité culturelle :
| Liste des expositions de l'abbaye de Daoulas |
| --- |
| - 2024 : « Des samouraïs au kawaii » - 2023 : « Mourir, quelle histoire ! » - 2022 : « Afrique. Les religions de l’extase » - 2021 : « Amour. Récits d’Orient et d’Occident » - 2019 : « Liberté, Égalité, Diversité » - 2018 : « Cheveux chéris » - 2017 : « A fleur de peau » - 2016 : « Bonne fortune et mauvais sort » - 2015 : « Petits arrangements avec l'amour » - 2014 : « Le goût des autres » - 2013 : « Tous des sauvages ! » - 2012 : « L’Air du temps » - 2011 : « Rencontres en Polynésie » - 2010 : « Grand Nord Grand Sud - Artistes inuit et aborigènes » - 2009 : « De la Grèce à Rome : Tarente et les lumières de la Méditerranée » - 2008 : « Berbères, de rives en rêves » - 2007 : « Primitifs ? » - 2006 : « Léopold Sédar Senghor » - 2006 : « Masques d'Asie » - 2005 : « Rêves d’Amazonie » - 2005 : « L'Herbier » - 2004 : « L’Europe des Vikings » - 2003 : « Vaudou » - 2002 : « Fées, elfes, dragons et autres créatures… » - 2000 : « Indiens des plaines, les peuples du bison » - 1999 : « Pérou - dieux, peuples et traditions » - 1999 : « La légende de Naymlap » - 1998 : « Le royaume du Bhoutan » - 1997 : « Les Mayas au pays de Copàn » - 1997 : « L'abbaye de Daoulas » - 1996 : « Collections impériales : sars et peuples de Russie » - 1994 : « Bretagne d'Or et d'Argent, les orfèvres de basse Bretagne » - 1993 : « Chine d’hier et d’aujourd’hui » - 1993 : « Rome face aux Barbares » - 1992 : « Chine antique, Voyage de l'âme » - 1992 : « Le voyage imaginaire de Victor Segalen » - 1991 : « La Bretagne au temps des ducs » - 1990 : « L’œuf, Nature et Symbole » - 1989 : « Couronnes du monde » - 1988 : « Avant les Celtes. L'Europe à l'âge du bronze » - 1987 : « Les inuits » - 1987 : « 400 ans d'art : Faïences et porcelaines des provinces françaises » - 1986 : « Au temps des Celtes » |

## Jardins
Le conseil général, après en être devenu propriétaire en 1984, décide de créer un jardin de simples. Il s'agit tout d'abord d'une terrasse consacrée aux plantes médicinales de Bretagne, structuré selon le style des jardins d'abbayes du Moyen Âge et de la Renaissance (plantations en plates-bandes carrées, bordées de buis). En 1996 avec le passage à une surface de 4 000 m² le jardin est remodelé et étendu avec un jardin des plantes médicinales des cinq continents, des plantes tinctoriales, plantes médicinales en voie de disparition et des plantes médicinales toxiques.
Le jardin devient aussi un lieu d'échanges s'adressant aux particuliers ou aux professionnels à la recherche de savoirs et de compétences en matière de plantes médicinales. Il bénéficie d'une reconnaissance scientifique et du soutien du Conservatoire botanique national de Brest, de la faculté de pharmacie de Lille et de la Société française d'ethnopharmacologie de Metz. Une collaboration s'établit avec des spécialistes des plantes (ethnopharmacologue, laboratoire d'homéopathie…).
À partir de 2015 les 3 ha du parc clos sont réaménagés dans le cadre du projet de Jardin des Arbres Médicinaux. Il accueille au sein d’un parcours paysager une sélection d’arbres et d’arbustes médicinaux : la diversité des espèces illustre celle des pharmacopées constituées par les sociétés humaines dans leur rapport au corps, à la maladie, en fonction de leurs croyances ou connaissances scientifiques, et selon les ressources offertes par leur environnement.

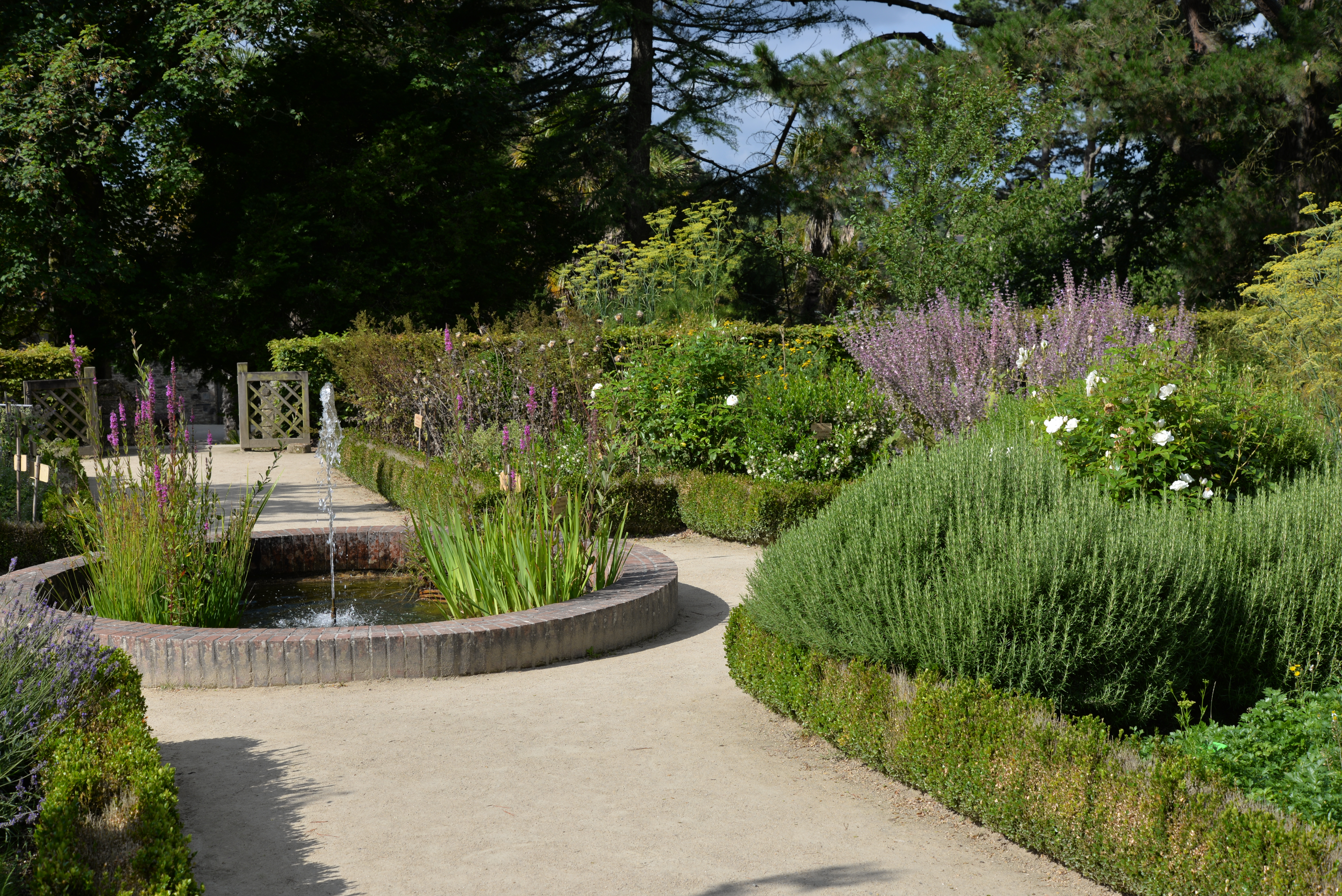
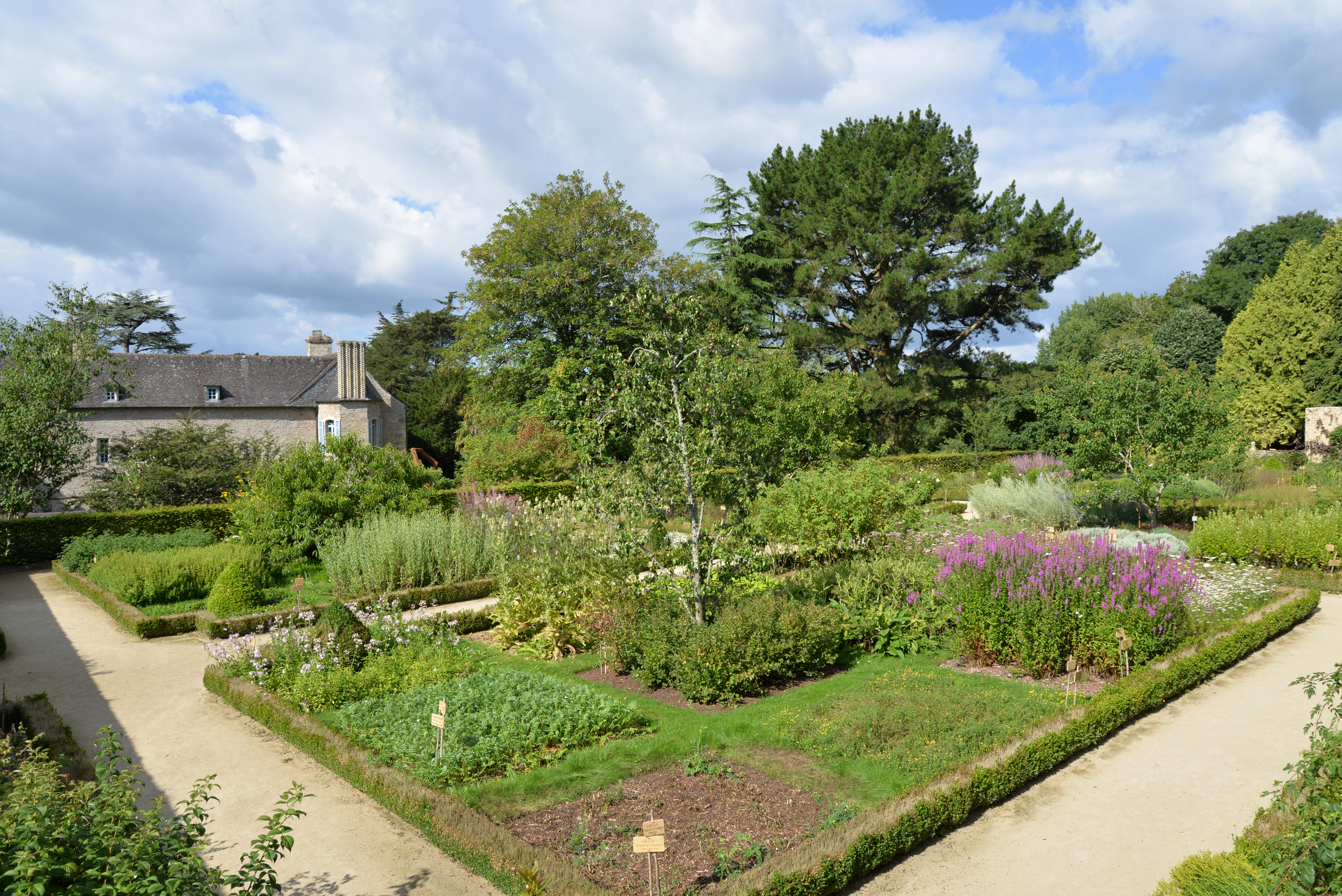
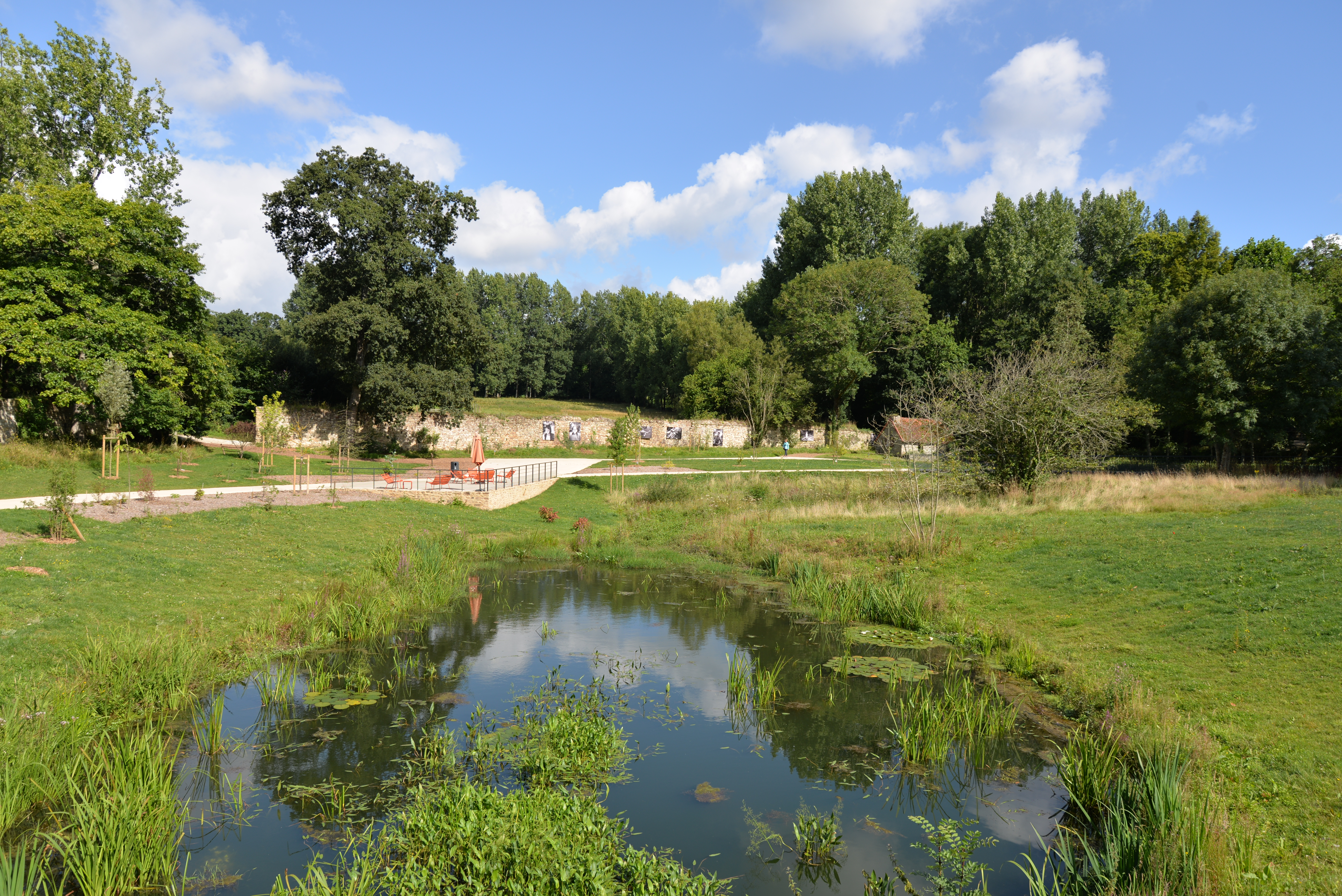
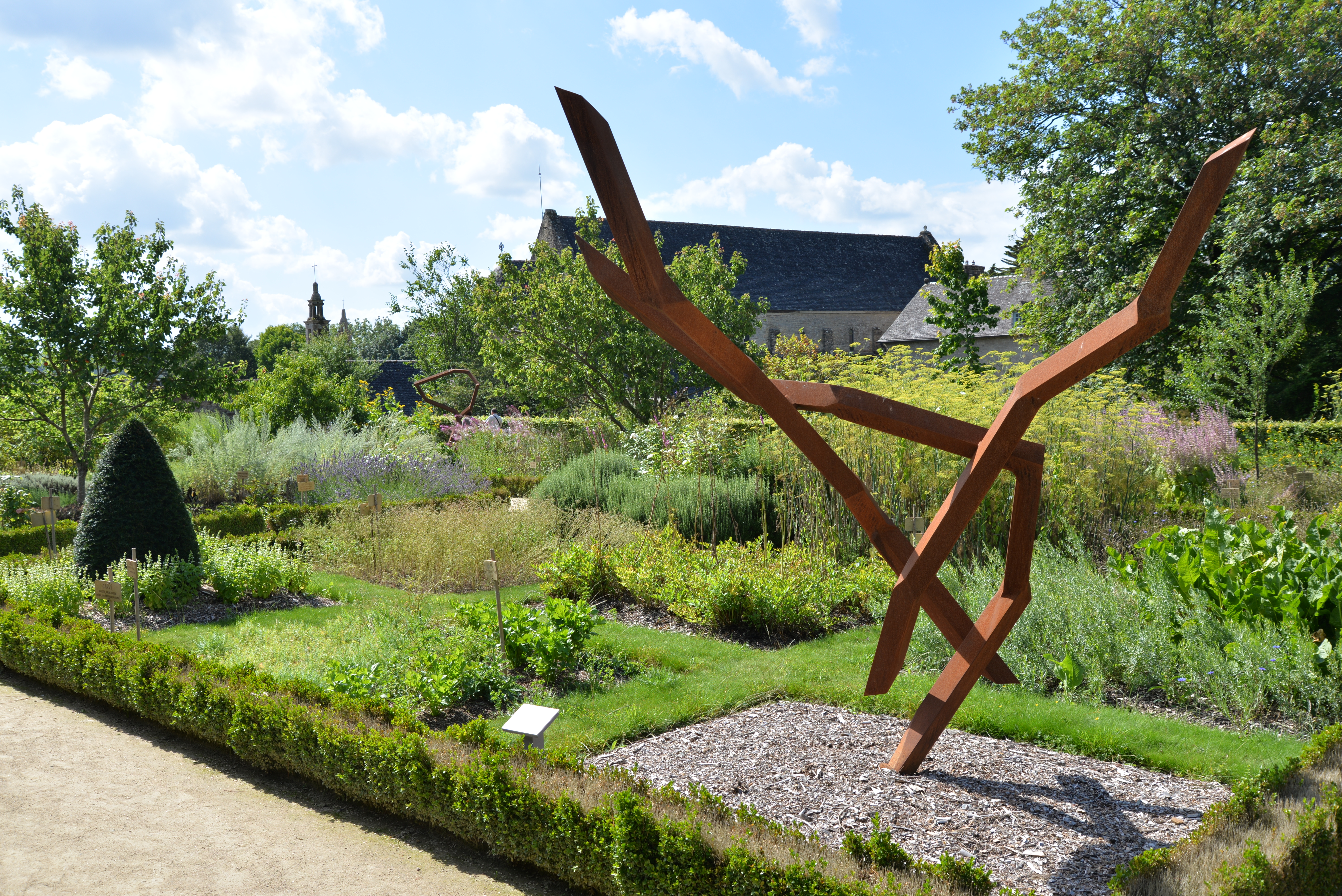

## Histoire
L'ancienne abbaye est aujourd'hui divisée entre une école, un site culturel, une église et son cimetière.
La tradition rapporte que l'abbaye de Daoulas fut fondée en 1173 par Guyomarch IV de Léon, vicomte de Léon en expiation du meurtre de son frère Hamon, évêque de Léon, et qu'il y mit des chanoines réguliers de l'Ordre de Saint Augustin. Cette fondation fut approuvée par Geoffroy, évêque de Quimper. Un château préexistant et appartenant au vicomte aurait été transformé en communauté abbatiale.
Mais la légende de saint Tadec et saint Judulus rapportée par Albert Le Grand dans la « Vie de saint Jaoua » et reprise ensuite par plusieurs auteurs évoque une fondation antérieure : la légende dit qu'un seigneur du Faou, encore païen, ait commis un double crime dans l'église de Daoulas : 

« Ayant appris que les supérieurs des monastères de Cornouaille, dont saint Jaoua, s'étaient réunis non loin de ses terres pour conférer ensemble, ce seigneur (...) se fit accompagner d'une bande de soldats et enfonça les portes de l'église où se trouvaient les ennemis de l'ancienne religion. Saint Tadec (ou saint Tudec) fut massacré à l'autel ; saint Judulus eut la tête tranchée au moment où il s'enfuyait vers Landévennec. Jaoua fut assez heureux de pouvoir regagner sain et sauf Brasparts. Cependant Dieu vengea ses serviteurs. Un dragon horrible ravagea le bourg du Faou et ses environs, le seigneur devint la proie du malin esprit, et il fallut toute la puissance de saint Pol, évêque de Léon, pour vaincre le monstre et guérir le meurtrier. Celui-ci, devenu chrétien, en réparation de son crime fonda le monastère de Daoulas, ou des deux plaies, des deux douleurs, au lieu même où saint Judulus avait été assassiné par lui. »

L'abbé de Daoulas était de droit premier chanoine de la cathédrale Saint-Corentin de Quimper.
Plusieurs statues (celle de saint Jean-Baptiste qui se trouve dans l'église abbatiale, celles de saint Sébastien et saint André qui sont dans les jardins de l'abbaye) ont été réalisées par l'atelier ducal du Folgoët.

### Chronologie
- vers 550 (selon la légende) : création d'un monastère (peut-être d'une église seulement) par le seigneur du Faou dont saint Jaoua aurait été le premier abbé et, après lui, saint Tugen (ou saint Tujan), tous deux patrons de Brasparts[11]. Le monastère est ensuite détruit pendant les invasions vikings.
- 1173 : charte de fondation de l'abbaye (ordre de Saint-Augustin), par Guyomarch IV de Léon (ou Guiomar), vicomte du Léon, Nobile sa femme et ses fils Guyomarch et Hervé (pour expier le meurtre de son oncle Hamon, évêque de Léon, qu'il a commis en 1171), sur le site de son château de Daoulas.
- 1218 (confirmé en 1243 et 1255) : l'abbaye de Daoulas se voit attribuer le droit d'annate sur les prébendes de la cathédrale de Quimper.
- 1232 : consécration de l'abbatiale en présence des évêques Renaud de Quimper et Cadioc de Vannes. Période de prospérité de deux siècles qui voit se multiplier les donations importantes par les seigneurs de Léon et les évêques de Quimper.
- L'abbaye subit des dégâts pendant la guerre de Cent Ans, réparés pendant l´abbatiat de Jean Guerault (1350-1398).
- 1519-1535 : construction d'un vaste chœur gothique à l'emplacement de l'abside romane. Plus large que l'édifice roman, il était long de trois travées et précédé d'un transept. Il s'achevait par une grande verrière.
- 1566 : élargissement du bas-côté sud et ajout d'un porche sud typique de l'architecture régionale de la période, mélange de style gothique et Renaissance.
- 1600 nomination du premier abbé commendataire.
- 1692 : rattachement aux Jésuites (aumôniers de la marine de Brest).
- 1771 : suppression du séminaire. Déclin de l'abbaye.
- 12 juillet 1792 : vente des bâtiments à des propriétaires privés (principalement François Guiastrannec, de Brest, qui revend quelque temps plus tard à l'ingénieur de la marine Barbé, qui vient habiter à Daoulas). Martelage des armoiries existantes.
- vers 1800 : modification architecturale de l'abbaye (construction des bâtiments administratifs subsistant actuellement).
- Deux premiers tiers du XIXe siècle : les héritiers du général Barbé abattent le corps principal des bâtiments monastiques, puis Mlle de Berdoaré, nouvelle propriétaire, vend des pierres des diverses constructions de l'abbaye, y compris du cloître, à tous ceux qui ont des constructions à faire.
- 1880 : début de la restauration de l'abbaye par l'architecte diocésain Yves Bigot à l'initiative de son propriétaire François de Goësbriand. L'architecte décide de revenir à l'état roman supposé de l'abbatiale. Il rase le chœur gothique pour construire une abside néo-gothique, remanie le bas-côté sud et déplace le porche sud à son emplacement actuel au sud-ouest de l'église, le transformant en entrée de l'enclos paroissial.
- 1947 : rachat par la Congrégation des Sœurs Franciscaines de Blois et transformation en école.
- 1960 : l'abbaye devient une maison de repos.
- 1984 : achat de l'abbaye par le Conseil général du Finistère.
- 1985 : première exposition La pierre et la vie

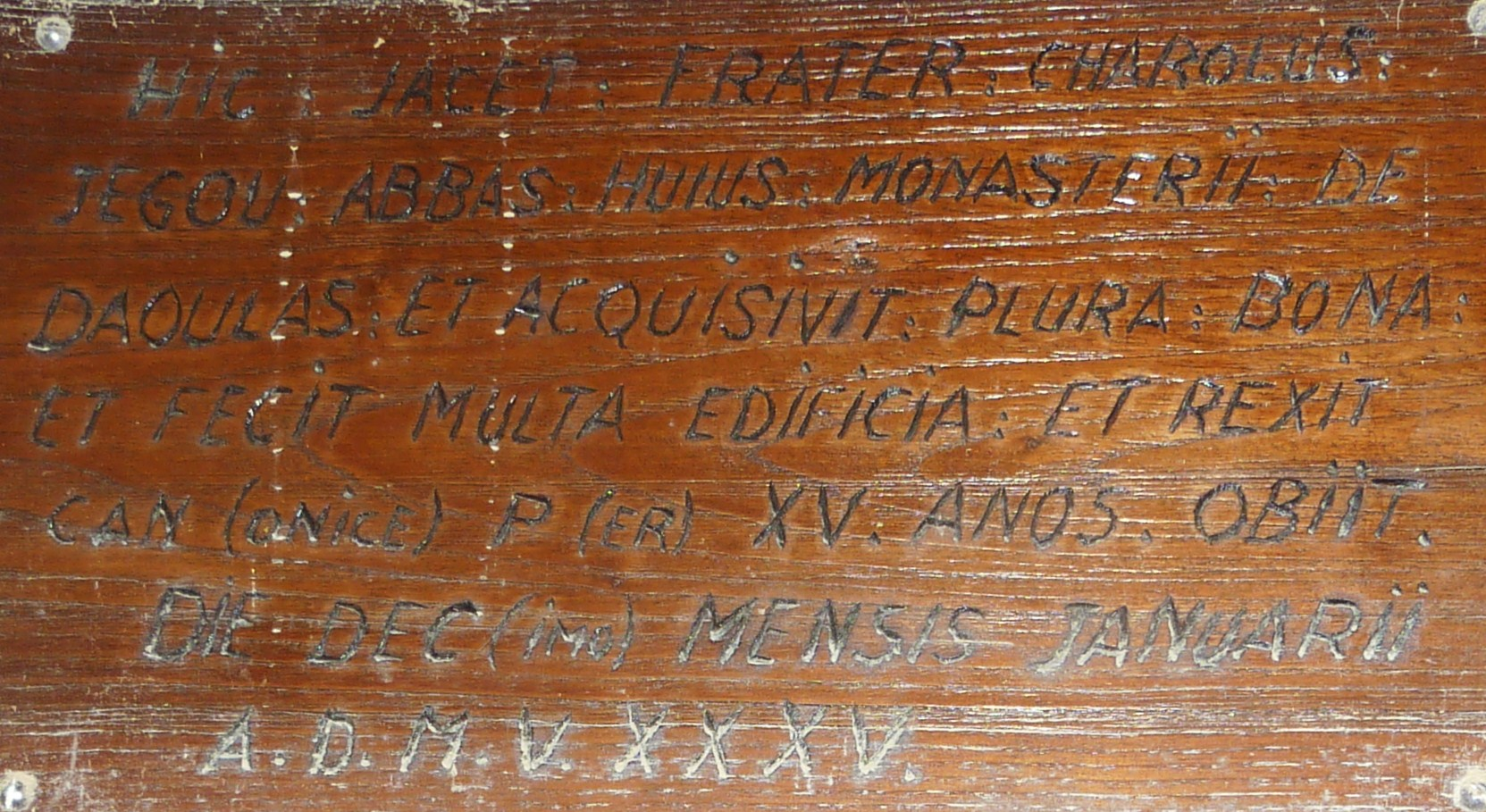
Transcription de l'inscription en latin sur la pierre tombale de Charles Jegou, abbé de Daoulas.
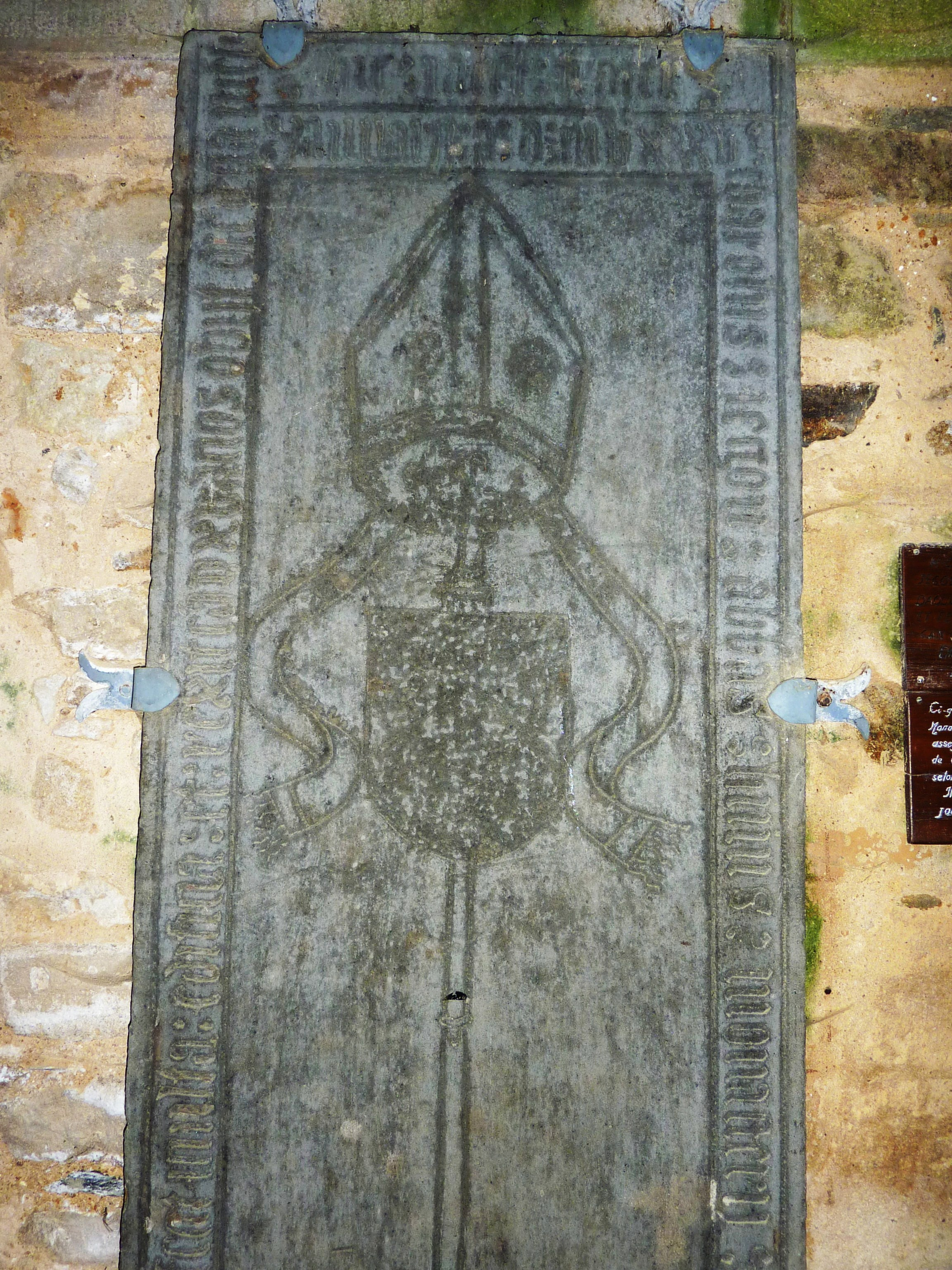
La pierre tombale de Charles Jegou, abbé de l'abbaye de Daoulas entre 1519 et 1535.

### L'abbaye de Daoulas, une seigneurie puissante
L'abbé de Daoulas et les religieux jouissaient de puissants et nombreux droits seigneuriaux : ils nommaient leurs officiers de justice, disposant par exemple du droit de prévôté à Ploudiry, Sizun, Logonna, Forquilly (Saint-Éloy), Pontois (Ploudiry, La Martyre, Le Tréhou), Le Fresq (trève d'Irvillac), et les gardes de leurs bois, disposaient du droit de haute justice dans plusieurs paroisses (des fourches patibulaires étaient dressées par exemple à Saint-Éloy, à Irvillac, etc.), disposaient de « droit de cohuage et de boutiques, foires et marchés, de mortuage, de four banal, de moulin, de pêche, poids, mesure, étalonnage, champart, corvées, écobues, etc. ». L'abbaye disposait de nombreuses rentes et redevances, par exemple « dîmes et prémices de blé à la trente-sixième gerbe » à Logonna (Logonna-Daoulas) ou le droit de « trois rais d'avoine payés annuellement par les seigneuries du Faou, d'Irvillac et de Logonna », etc. Elle bénéficiait aussi de droits d'annate et de prébendes sur les paroisses ou trèves de Bannalec, Berrien, Beuzec-Cap-Sizun, Carnoët, Kerfeunteun, Landeleau, Névet, Plomodiern, Plozévet, Scaër, Spézet, etc. En 1703, selon l'estimation de Dom Louis Pinson, l'abbaye jouissait annuellement de 12 000 livres de rentes.
L'abbé de Daoulas jouissait aussi du droit d'offrande dans de nombreuses églises et chapelles (par exemple dans la chapelle de la Fontaine-Blanche en Plougastel), des droits d'honneurs et de préséances, d'enfeus et d'armoiries en maints endroits, par exemple dans l'église de la trève de Trévarn en Saint-Éloy.
Divers évêques successifs de Cornouaille avaient aussi consentis des droits à l'abbaye de Daoulas : dès 1173, l'évêque Geoffroy leur cède par exemple les bénéfices et prébendes des paroisses de Daoulas, Dirinon, Rumengol, etc. ; en 1218, l'évêque Guillaume leur consent les mêmes droits sur plusieurs autres églises et chapelles comme Sainte-Brigitte en Loperhet, Sainte-Nonne en Dirinon, Saint-Thomas en Landerneau, Saint-Baharn, Saint-Pierre et Sainte-Monique en Irvillac, etc.

### Les revenus tirés du «Passage dePlougastel»
Un aveu du 3 avril 1670 indique que l'abbaye Notre-Dame de Daoulas disposait du tiers des revenus du « Passage de Saint-Jean », dit aussi « Passage de Treisguinec », « servant pour passer et repasser entre les paroisses de Daoulas, Plougastel et Guipavas sur la rivière et bras de mer qui dévalle de la ville et port de Landerneau à Mulgun, le dit passage estant indivis o messire Robert du Louet, seigneur de Coët-Junval, Guillaume de Penencoët, seigneur de Keroual et Jean de la Marre, seigneur de Kereraut, sous la charge de 18 sols de chevrente solidaire due à la seigneurie du Chastel sur le total du dit passage par chacun an ». Le passage était alors affermé « par Alain Piriou, du village de Lesquivit, Guillaume Calvez et Béatrice Kerdoncuff, veuve Hiérome Cavez, demeurant au village du Passage de Plougastel, pour en payer par an 27 livres tournois ».
Un texte de 1748 indique que l'abbaye Notre-Dame de Daoulas percevait les revenus des dimanche, lundi et mercredi de chaque semaine, mais que le dimanche et le mercredi, peu de monde fréquente le Passage alors que « tous les mardis, il passe beaucoup de monde avec chevaux et charges pour le marché de Brest, le jeudi pour le marché de Gouesnou, le vendredi et samedi pour le marché de Brest-Recouvrance ».
L'abbaye de Daoulas bénéficiait de nombreuses autres sources de revenus, provenant souvent de « fondations » (des dons ou des droits qui lui sont accordés par tel ou tel personnage puissant) effectuées à son profit, la principale étant celle qui lui fut accordée en 1173 lors de sa création par Guyomarch IV de Léon, qui fut augmentée par certains de ses successeurs en 1186, par Hervé III de Léon (seigneur de Léon) ; en 1266, par Hervé V de Léon (seigneur de Léon) ; en 1317, par Hervé VI de Léon, seigneur de Noyon-sur-Andelle) ; par les évêques de Cornouaille et d'autres. Par exemple en 1317, Hervé VI de Léon donne un grand calice d'argent à l'abbaye et huit mesures de vin de Gascogne, mesure de Landévennec à l'usage de huit chanoines ou frères. Les bienfaiteurs, comme les membres des familles de Beuzit, de Kervern et de Tréanna, ou encore de riches marchands de Landerneau, etc. se voyaient accorder des droits de prééminence dans l'église abbatiale, ainsi que le droit d'y être inhumé.

### Le rattachement au séminaire de la marine de Brest (1692)
En 1692, le roi Louis XIV unit l'abbaye de Daoulas au séminaire royal des aumôniers de la marine à Brest, tenu par les Jésuites :

« (...) Le séminaire de la marine établi à Brest par les pères Jésuites est obligé de supporter beaucoup de dépenses à cause du grand nombre d'Aumôniers qui y sont reçus et nourris suivant l'établissement du dit séminaire, lesquels sont employas sur les vaisseaux, flottes et escadres (...) et que le dit séminaire n'a pas de revenus suffisants pur y subvenir, à quoy ayant égard S.M. a accordé et fait don au dit séminaire de l'abbaïe de N.-D. de Daoulas, ordre de Saint-Augustin, diocèse de Quimper-Corentin, pour en être le titre éteint et supprimé, et tant la mense abbatiale que conventuelle, et tous les droits, fruits, profits et revenus qui en dépendent unis et incorporés au dit séminaire pour faire partie de sa fondation. (...). »

Les Jésuites se substituent désormais à l'abbé commendataire pour toucher les revenus de la mense abbatiale, les revenus de la mense conventuelle restant perçus par les chanoines de l'abbaye qui continuent à desservir leurs fondations. En 1693 ceux-ci ne sont que trois à résider à l'abbaye, d'autres résidant dans les prieurés dont ils étaient titulaires à Loperhet, Dirinon, Hanvec, etc. À la suite de procédures jusque devant le Conseil privé du Roi en raison de la contestation par les chanoines de cette décision, une transaction, confirmée par lettres patentes, datée du 11 décembre 1713 confirme l'attribution au séminaire de la marine des menses abbatiale et conventuelle, à charge pour le dit séminaire de payer une pension annuelle de 3150 livres aux chanoines. Cette situation dura jusqu'à l'expulsion des Jésuites de France en 1762, date à partir de laquelle l'abbaye de Daoulas fut administrée directement par l'évêque de Cornouaille. Après la suppression du séminaire de la marine en 1771, les revenus de l'abbaye furent perçus par le chapitre de la cathédrale de Quimper.

### L'abbaye de Daoulas armateur
En 1695, le prieur claustral de l'abbaye, Gabriel Graleul de Plaisance, s'associe à deux marchands de Daoulas, Nicolas Du Pont et Pierre Le Par, pour financer l'armement de deux frégates, le Solide et l' Oiseau, destinées à la guerre de course.

### Description de l'église abbatiale en 1695
Une description anonyme de l'église abbatiale date de 1695 et est longuement citée par le chanoine Peyron :

« Le vaisseau de l'église abbatiale est parfaitement beau. Il est de 115 pieds de long et de 19 pieds ½ de large sur 35 à 36 pieds d'élévation, accompagné d'une autre aile de même longueur et élévation où est la chapelle du Rosaire. (...) Le grand autel est orné d'une des plus belles vitres, des plus historiques, des mieux peintes et la mieux conservée que l'on puisse voir. Elle est de 24 pieds de haut sur 16 de large. (...) Elle a été édifiée par les soins du frère Charles Jegou (...) et finie environ l'an 1530. Dans le premier tableau, cet abbé est représenté revêtu de ses habits pontificaux, à genoux sur un prie-Dieu, les mains jointes, et derrière lui est saint Augustin debout. (...) Il y a 19 tableaux représentant tous les mystères de notre foi. (...) »

Le même auteur précise que cette grande vitre contient 19 autres tableaux et 30 blasons (dont il fournit la liste) et précise encore l'existence d'un retable « de trois pieds de haut et 12 pieds de face » contenant 7 médaillons représentant l'Annonciation, la Visitation, la Nativité, etc. « de sculpture de Flandre dorée damasquinée la mieux qui se puisse voir ». Il décrit les tombeaux d'Olivier du Chastel, de Jean de Kerguiziau, de Charles Jegou, de Guillaume Le Lay, de Guillaume de Kerouartz, etc., ainsi que la magnificence du chœur, s'étend longuement sur les armoiries et écussons peints sur la voûte du sanctuaire dont il fournit aussi la liste, décrit les autels de sainte Catherine, de saint Érasme, de saint Yves, etc., la chaire à prêcher, les orgues, la chapelle du Faou (appelée ainsi car elle a été financée par les seigneurs du Faou et daterait de la fondation de l'abbaye) dont l'autel principal est consacré à saint Gilles, la chapelle de saint Goulven, celle de saint Mémor (assimilé à Daoulas avec saint Mamert) avec ses nombreuses tombes, la chapelle du Rosaire, la chapelle Notre-Dame de Pitié, la chapelle de saint Pierre, etc. L'auteur décrit aussi les prééminences d'église accordées aux familles puissantes de la région.

### Les prieurés dépendant de l'abbaye Notre-Dame de Daoulas
Les moines augustins de Daoulas furent habiles à jouir de prieurés-cures, c'est-à-dire ayant charge d'âmes, sans être pour autant les véritables pasteurs des paroisses où ces bénéfices étaient situés, percevant les grosses dîmes, ne laissant que les menues et vertes dîmes au curé ou à son vicaire, auxquels ils payaient alors la portion congrue ; ils prélevaient aussi une partie des décimes. Parmi les paroisses concernées : Sizun, et Irvillac, Roscanvel, Rumengol, Plougastel, Plouguin, Coat-Méal, etc.
- Prieuré de Perguet-Bénodet à Mescanvel.
- Prieuré de Camaret.
- Prieuré de Camfrout.
- Prieuré de Coat-Méal.
- Vicariat de Daoulas.
- Prieuré de Dirinon.
- Prieuré d'Hanvec.
- Prieuré d'Irvillac (en 1656 Vincent de Kerouartz, chanoine de l'abbaye de Daoulas et prieur d'Irvillac fit construire dans cette paroisse l'église paroissiale Saint-Pierre).
- Prieuré de Loperhet
- Prieuré de Logonna
- Prieuré de Ploudiry
- Prieuré de Plougastel
- Prieuré de Roscanvel
- Prieuré de Saint-Thomas de Landerneau

L'abbaye de Daoulas disposait du droit de haute justice comme le prouve des lettres patentes du roi Charles IX datant de 1567 qui autorisent Jean Le Prédour, abbé de Daoulas, à relever ses patibulaires à Saint-Éloy, tombées depuis quinze ans.

## Description
Les bâtiments constituent un témoin exceptionnel de l'art en Bretagne de l'époque romane à nos jours. Les fouilles menée depuis 1990 semblent indiquer que la vocation monastique du site n'est pas antérieure au XIIe siècle, mais les vestiges de la salle capitulaire pourraient être plus anciens.
L'abbaye de Daoulas se compose de nos jours des bâtiments suivants :
- L'abbatiale romane, aujourd'hui église paroissiale. Il ne subsiste que la façade ouest, la nef et le bas-côté nord qui datent du dernier quart du XIIe siècle[41]. À l'opposé des édifices majeurs édifiés en Bretagne à la fin du XIe siècle et au début du XIIe siècle qui présentent une forte animation murale et une volonté de structuration de l'espace (comme à l'abbatiale de Sainte Croix de Quimperlé ou dans le chœur de Saint-Gildas de Rhuys), l'abbatiale de Daoulas présente un parti-pris d'austérité volontairement archaïsant, rappelant les premières constructions romanes bretonnes, comme l'abbatiale Notre-Dame de Locmaria (Quimper)[42]. Cette volonté de dépouillement est bien dans l'esprit du temps, qui voit l'essor des ordres à règle sévère dont fait partie l'ordre de Saint Augustin qui détient l'abbaye.
- La nef de sept travées (28 m de longueur, 12,5 m de hauteur) est couverte d'une charpente. Les arcades à double rouleau sont portées par des piles cruciformes à simple imposte. Elles occupent les deux-tiers de la hauteur du mur. Au-dessus, de grandes fenêtres très ébrasées sont percées dans le mur nu. Les travées ne sont pas marquée et le décor sculpté est banni. Au fond de la nef, le mur ouest est percé d'une porte soulignée de moulures et de colonnettes engagées. Au second niveau, trois fenêtres de belles tailles soulignées de moulures occupe toute la largeur du mur, surmontées d'une petite fenêtre au niveau du berceau en charpente.
- Le chœur et les deux absidioles, voûtés en cul-de-four, prolongent directement la nef et les bas-côtés, sans transept. Ils sont néoromans (XIXe siècle), tout comme le bas-côté sud et son porche. Le mur de l'abside est animé d'une série de sept arcatures aveugles, supportées par des chapiteaux sculptés imitant ceux du cloître, où s'inscrivent dans l'axe trois fenêtres de plein cintre.
- Les enfeus de la sacristie datent du XVIe siècle.

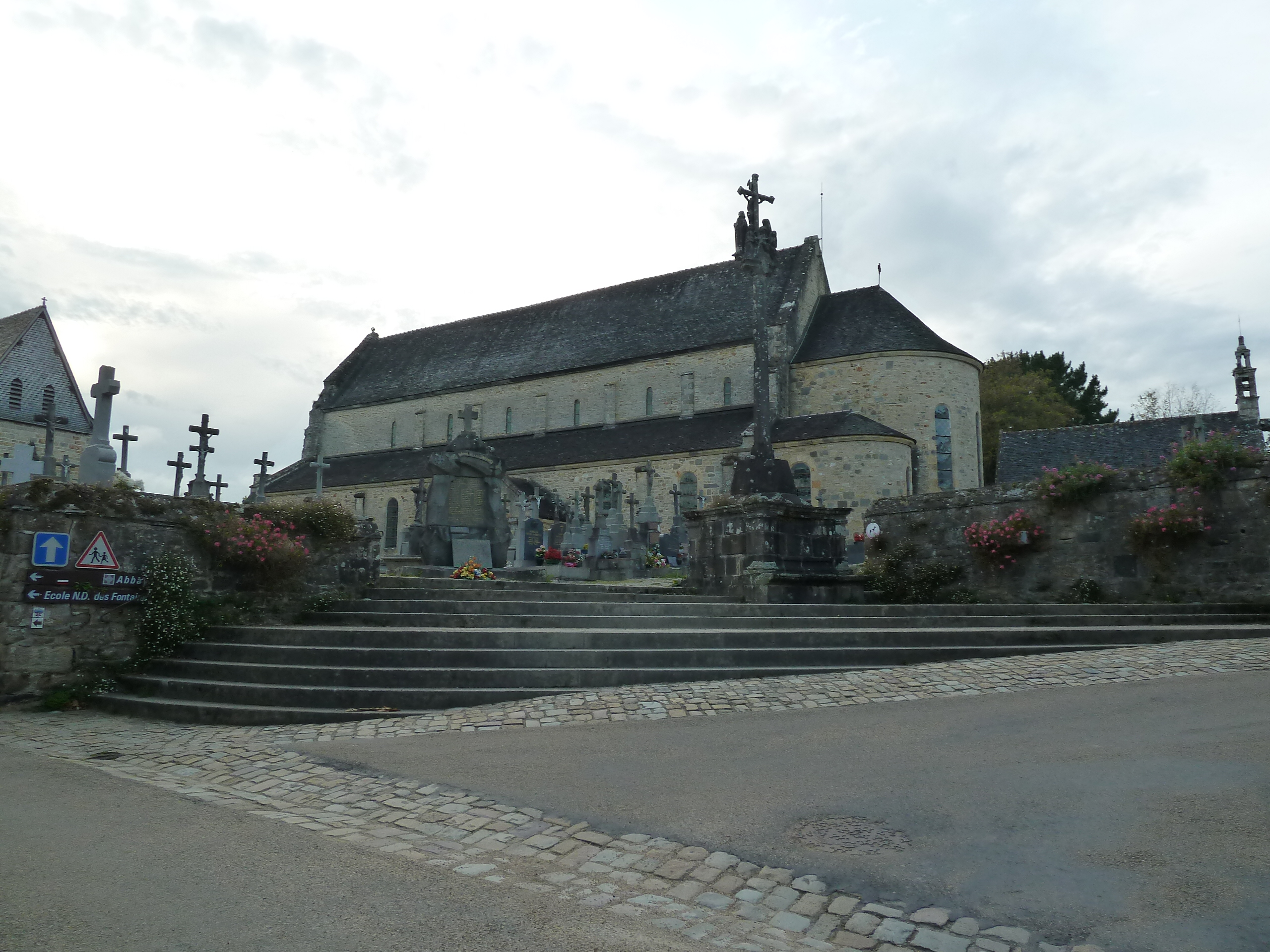
L'abbatiale vue du cimetière.
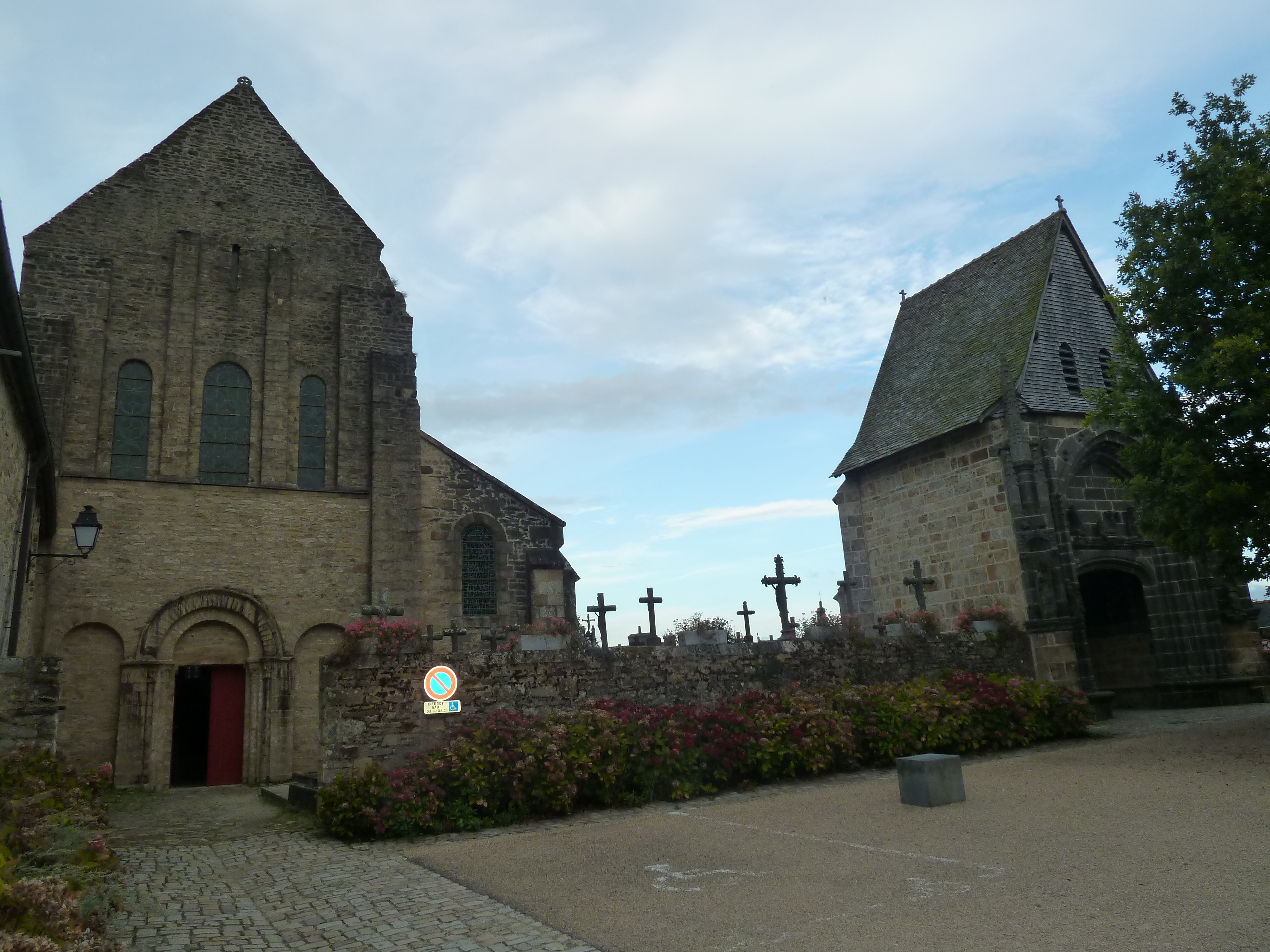
La façade ouest de l'abbatiale, à droite, le porche déplacé.
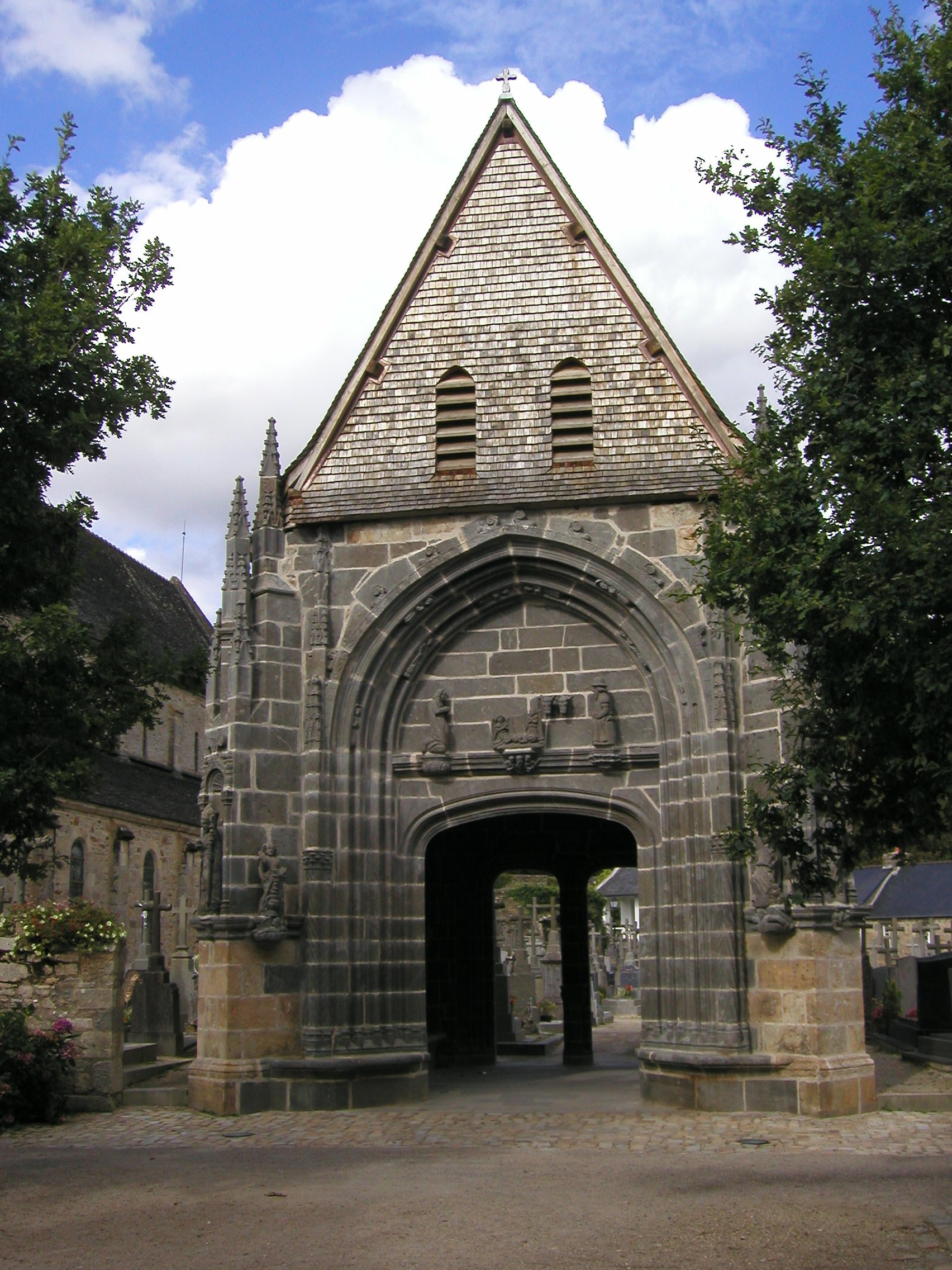
Porche du cimetière, ancienne porte de l'église de l'abbaye Notre-Dame de Daoulas.
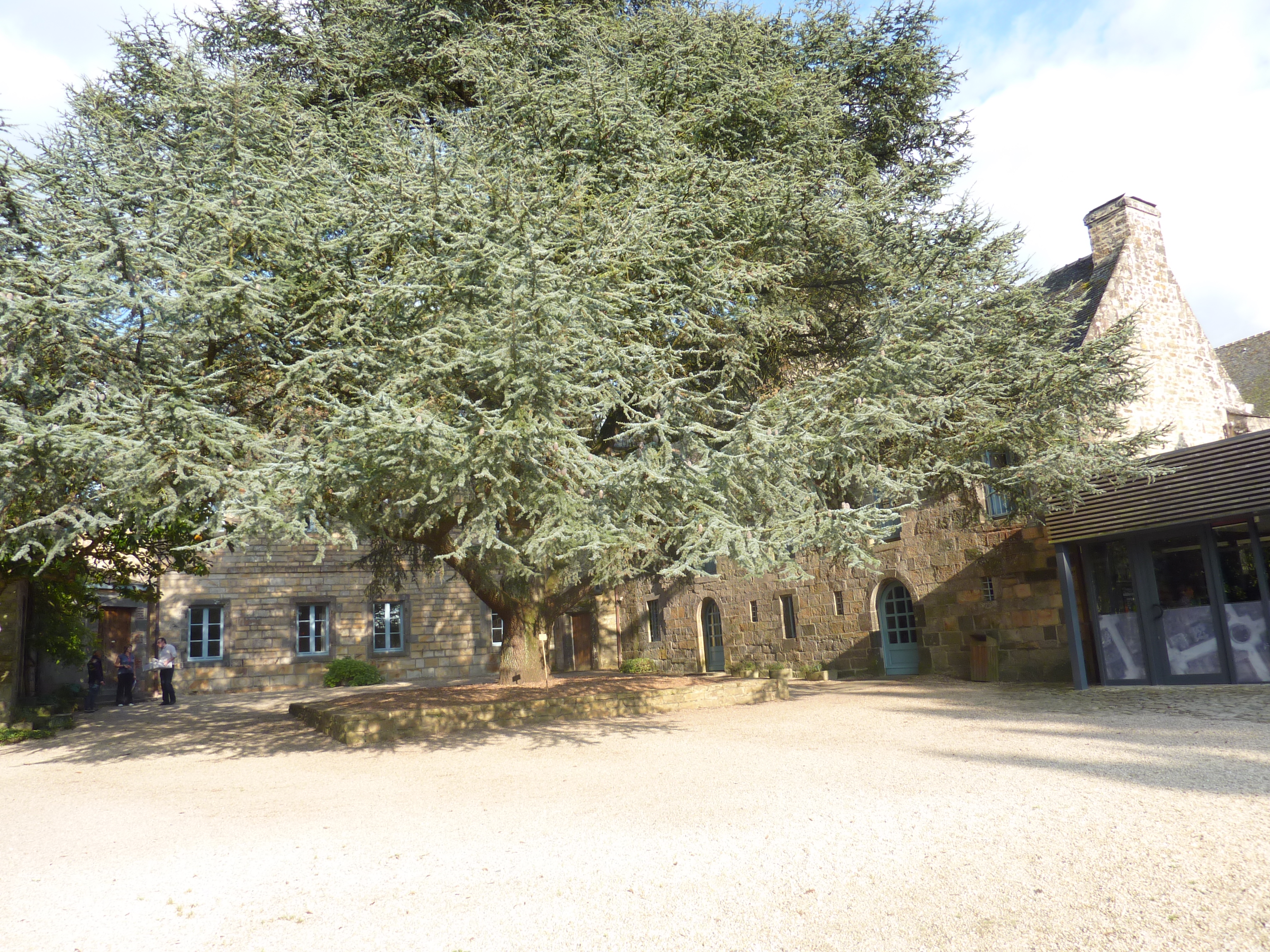
Le cèdre devant les bâtiments du XVIIIe siècle.
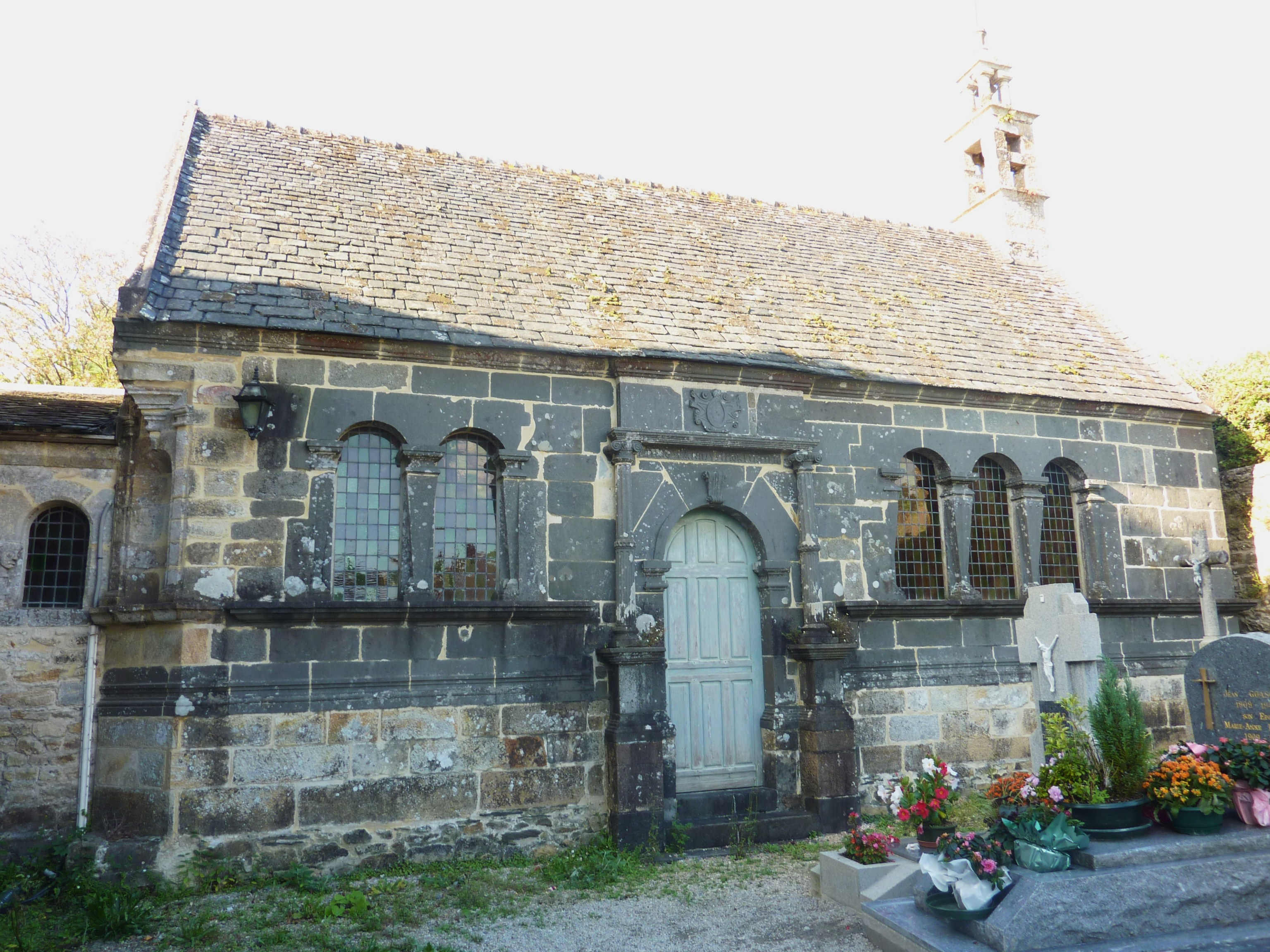
Enclos paroissial, l'ancien ossuaire.

- Le Porche des Apôtres, XVIe siècle, à l'entrée du cimetière, est l'ancien porche sud de l'abbatiale, déplacé lors de la restauration du XIXe siècle. La date « 1566 » est inscrite sur le socle de la statue de Saint Pierre. Mélange de style gothique et Renaissance, elle possède encore l'ensemble de ses statues. Celles de la façade postérieure (autrefois collée au bas-côté) sont anciennes mais y ont été placées lors du remontage.
- Le cloître, en kersantite, qui comprenait 44 piliers, date du dernier quart du XIIe siècle. C'est le cloître roman le mieux conservé de Bretagne. Partiellement détruit après le vente de l'abbaye comme bien national, il a été reconstitué sur trois côtés non couverts en 1880, sur une structure moderne. Il présente une alternance de colonnes simples et jumelées. Aux angles, quatre colonnes jointives font piliers. Les chapiteaux sont ornés de motifs végétaux stylisés. Certains tailloirs sont ornés de motifs géométriques. Dans le jardin du cloître, une vasque du XIIe siècle, construite à l'époque de l'abbé Guérault (1352-1398), de forme octogonale dont chacun des huit pans offre une ornementation différente : elle se trouve dans le jardin intérieur du cloître.
- Cette vasque n'a pourtant aucune corrélation stylistique avec le cloître. Sur ce mobilier de prestige court une frise aux motifs géométriques savamment taillés. Cependant, il apparaît un bas-relief sculpté en méplat figurant une attaque animale. Ce type de sculpture met en évidence le dixième siècle, caractéristique d'une volonté de privilégier l'expressivité de la figure sur le motif. En outre la juxtaposition des différents traitements de la pierre tend à prouver que des artisans aux courants de pensée divergente ont pu cohabiter.

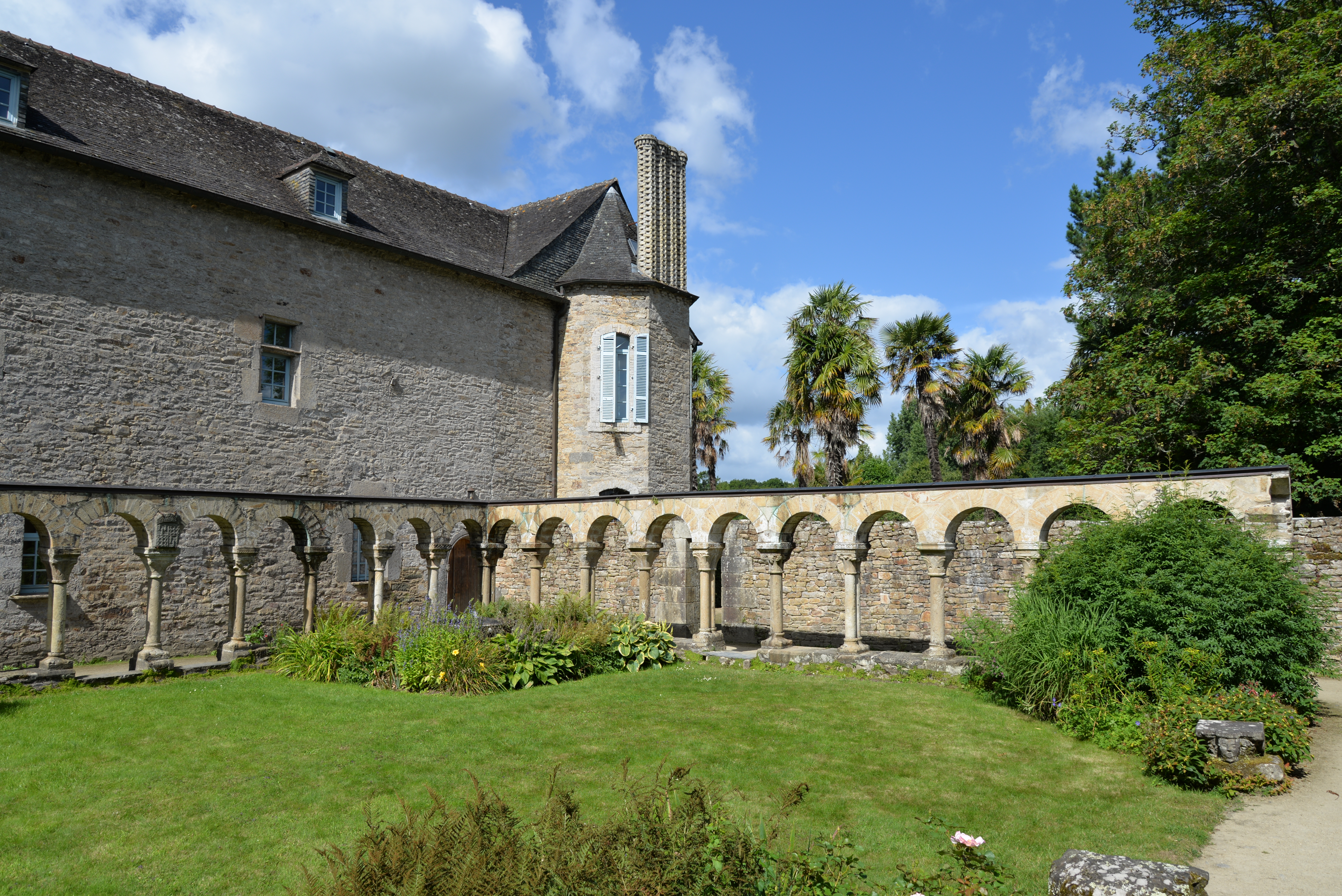
Le cloître de nos jours.
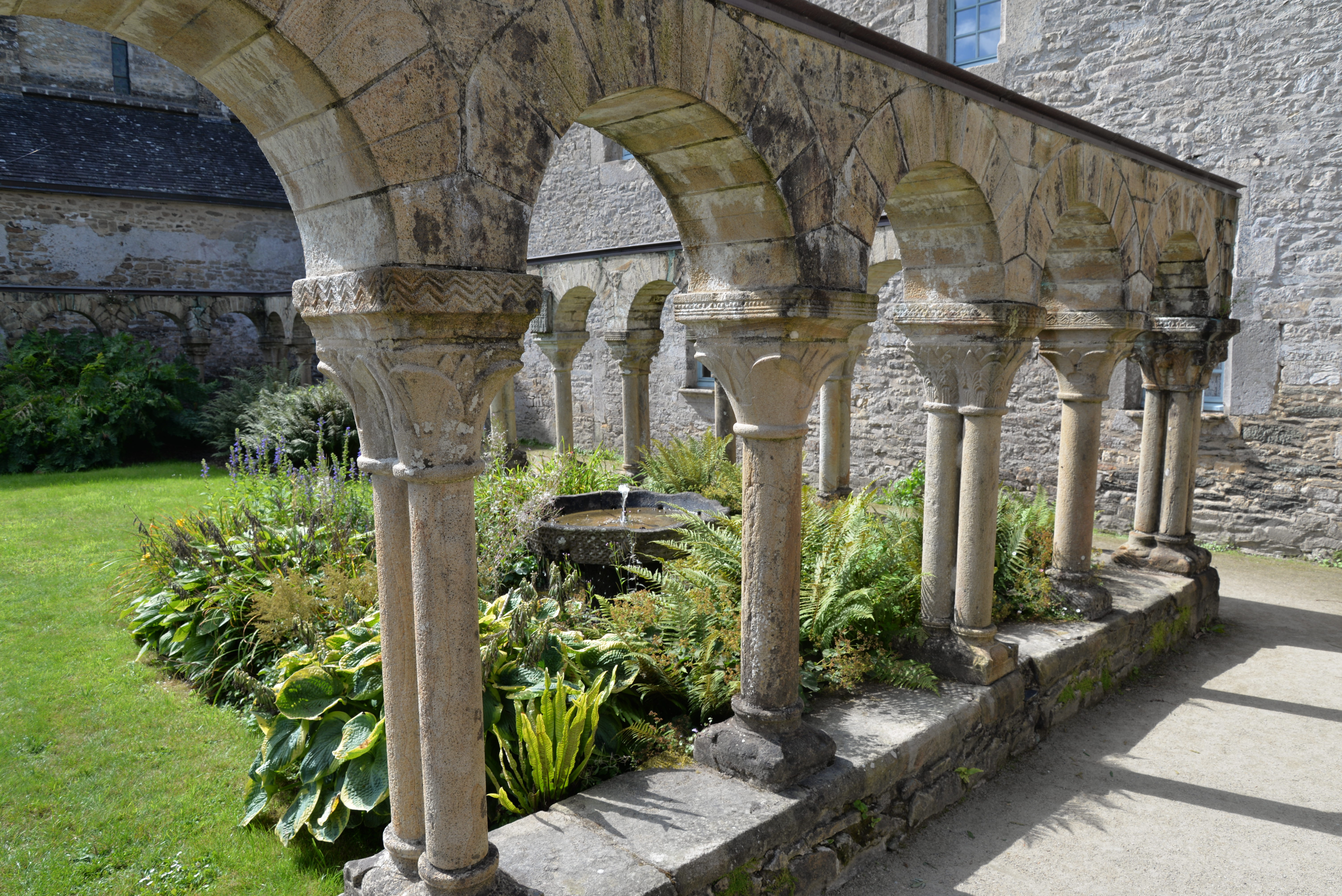
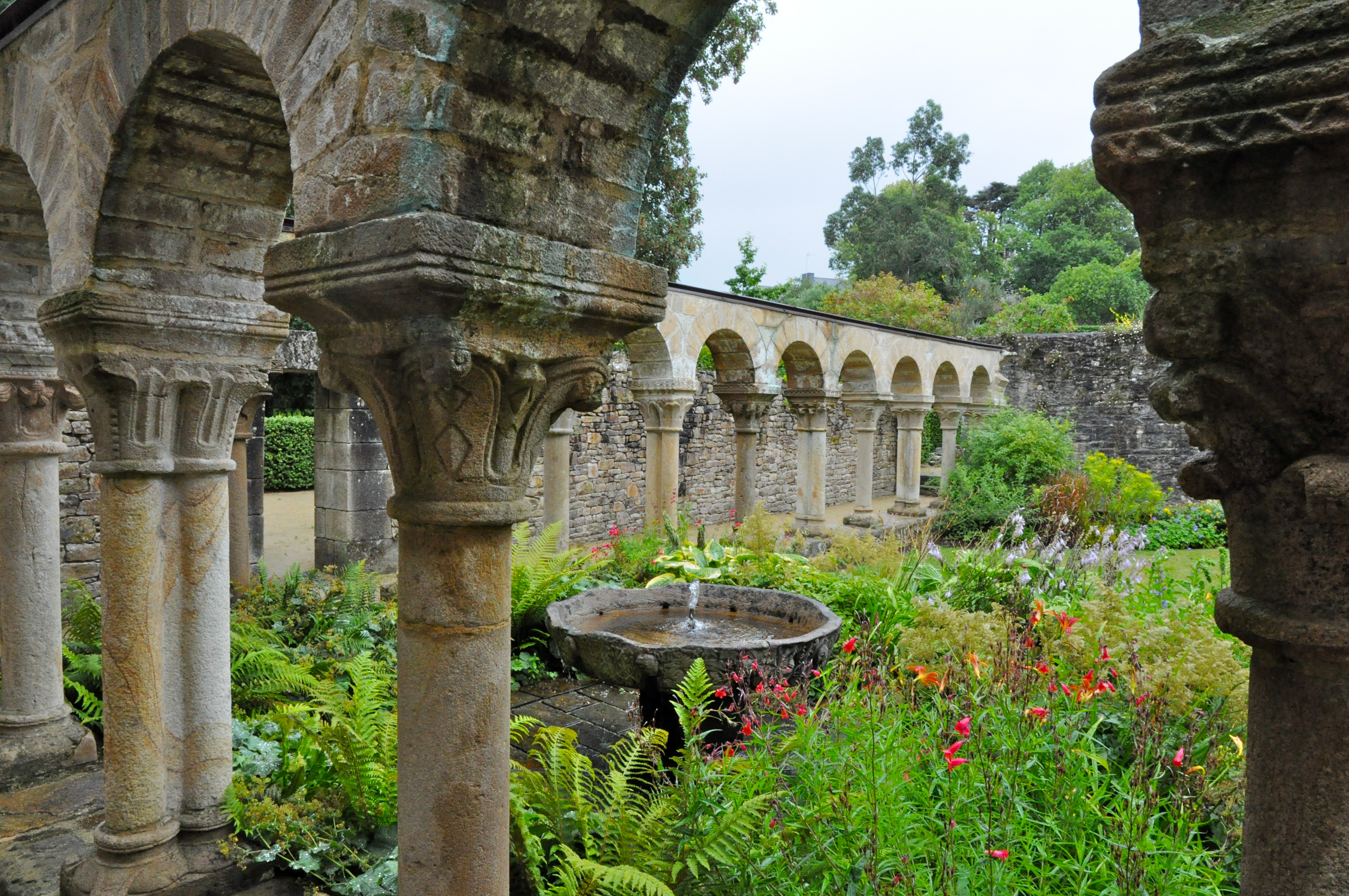
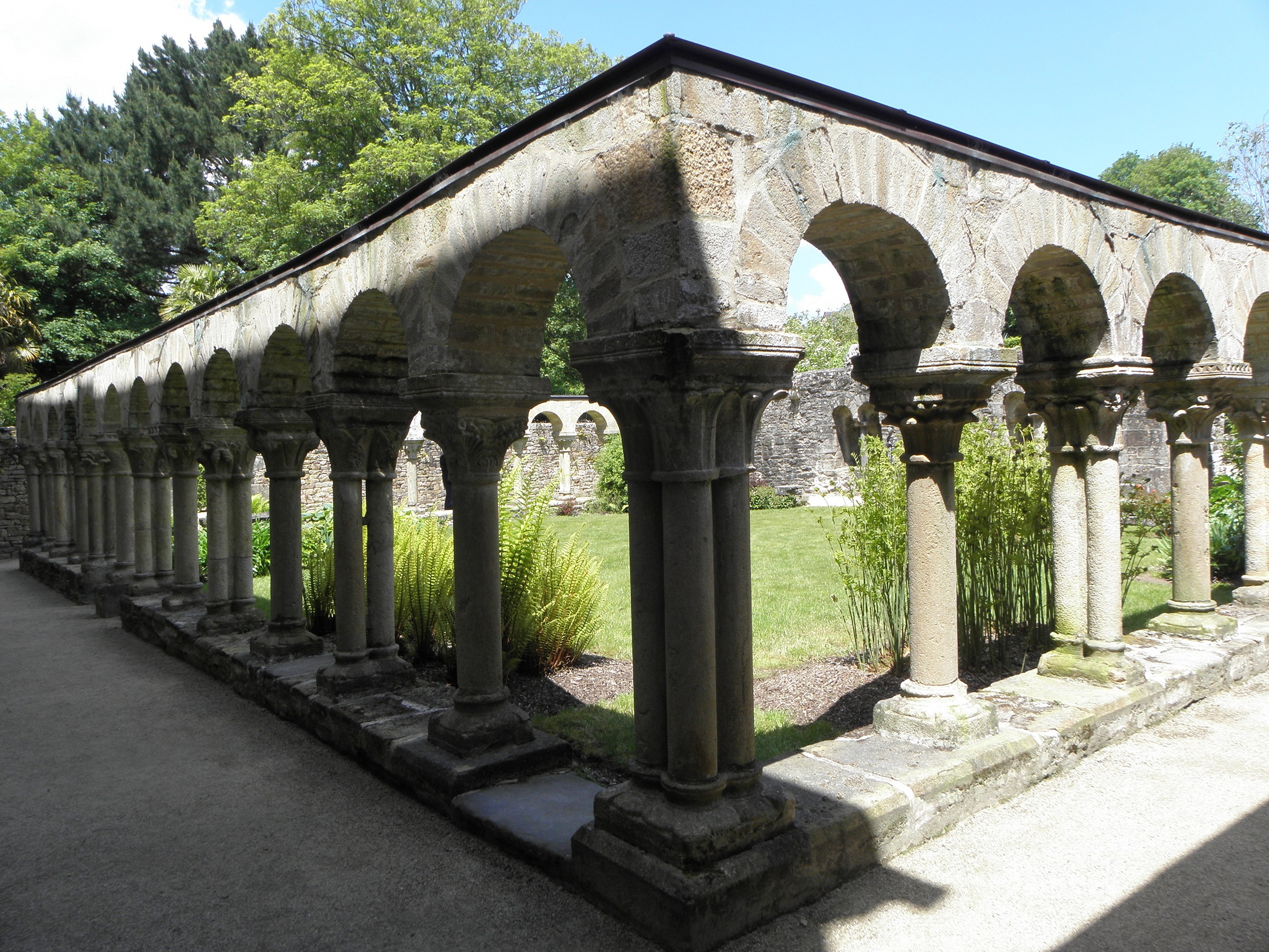
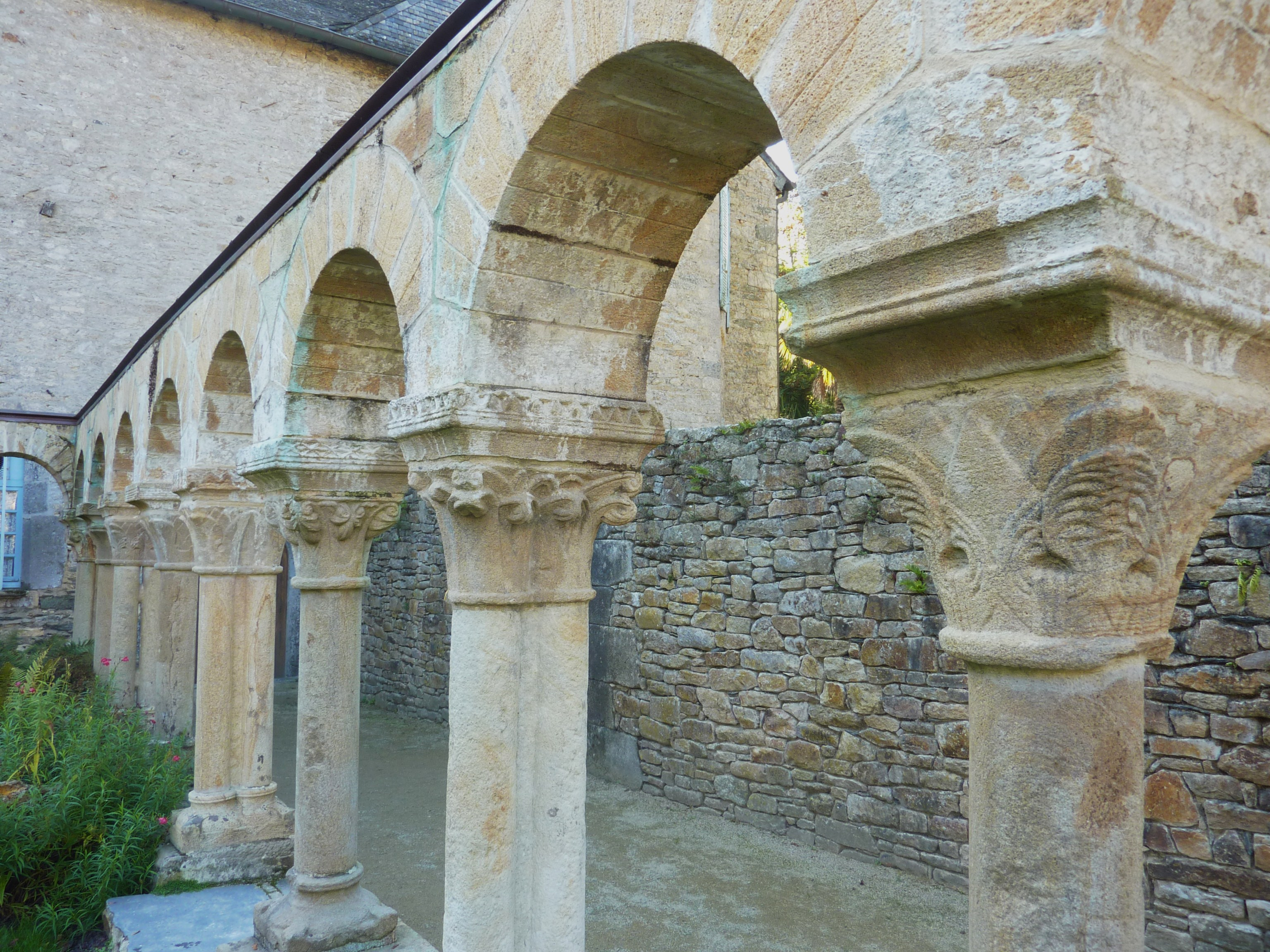
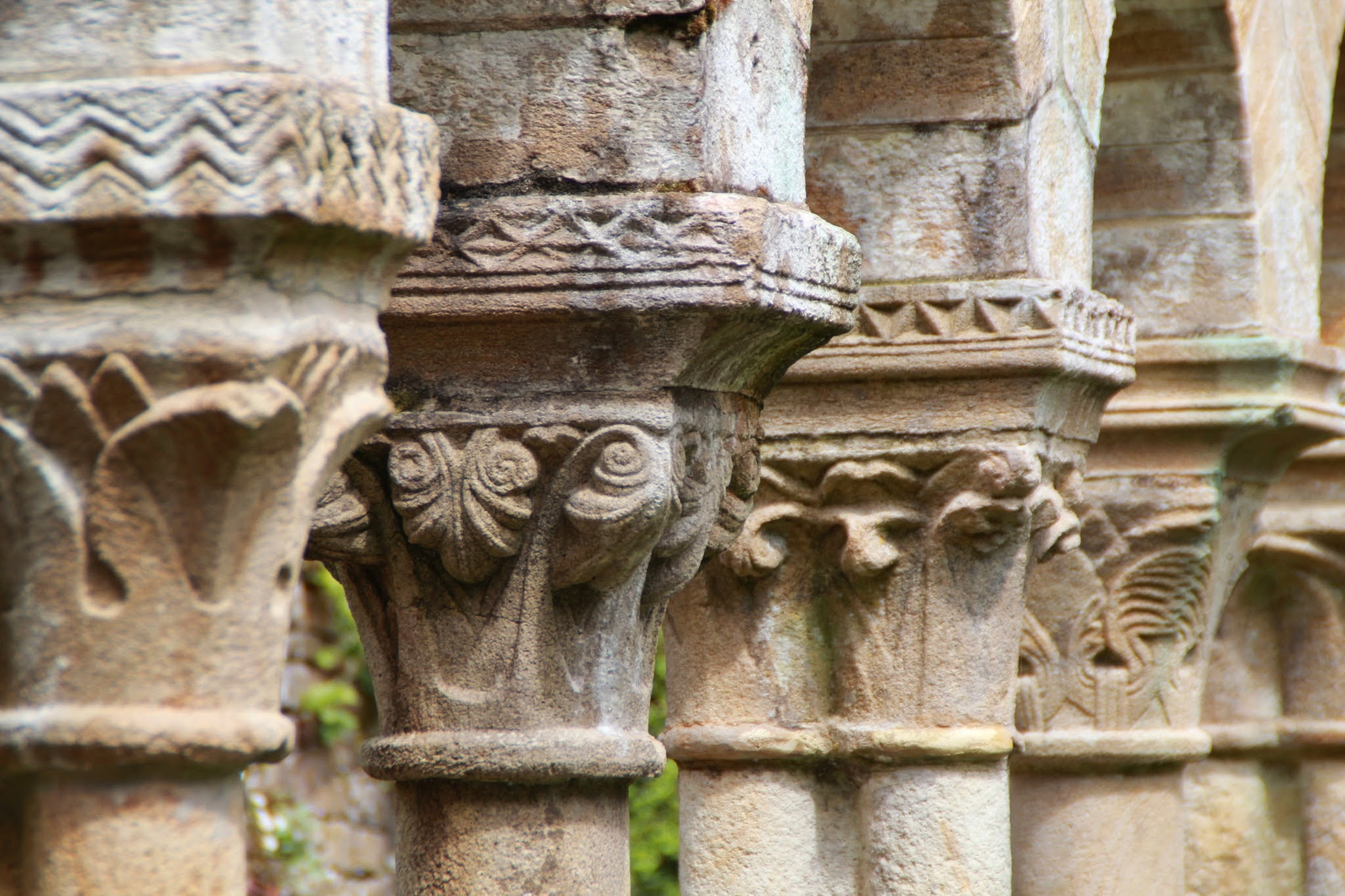
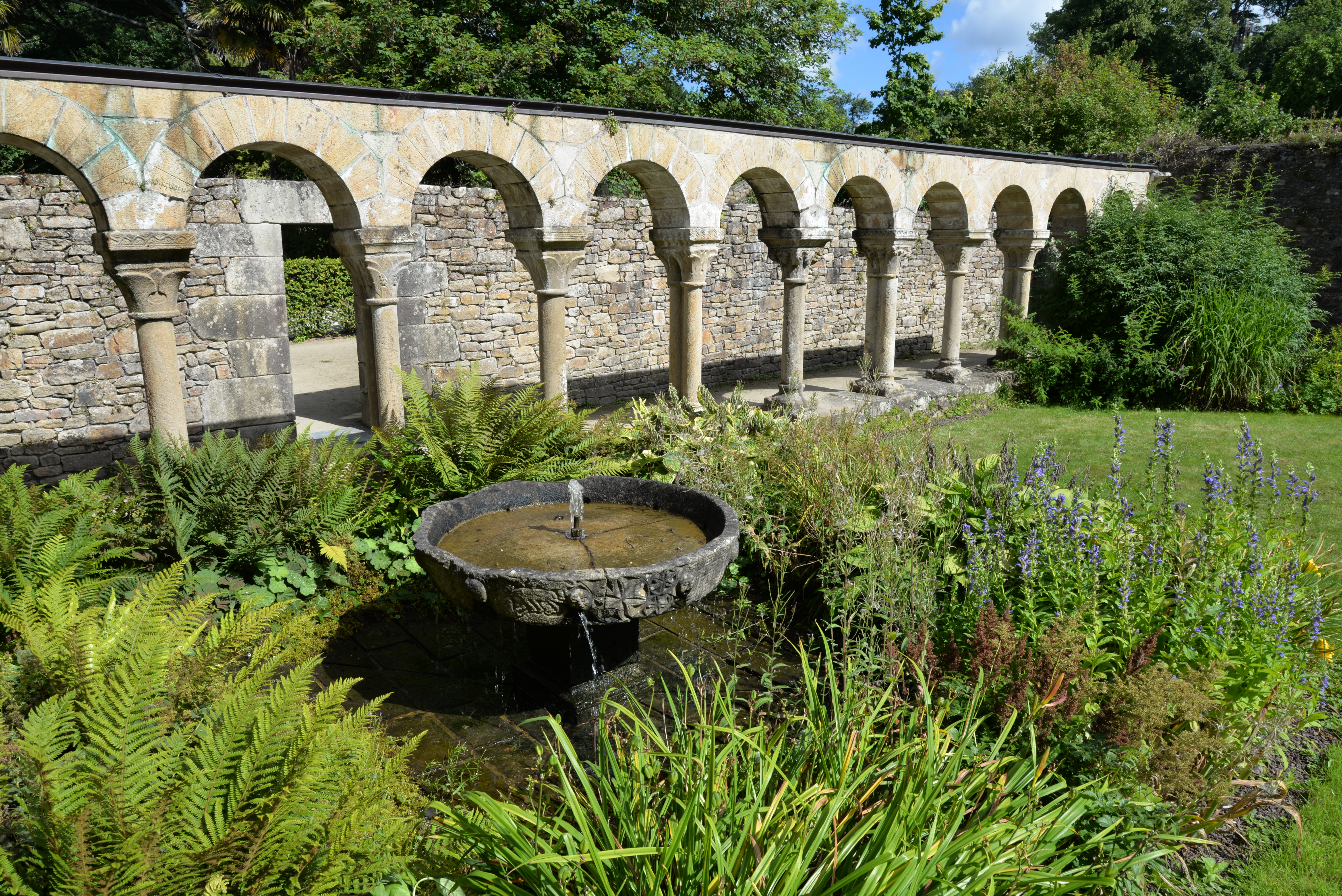
La vasque.
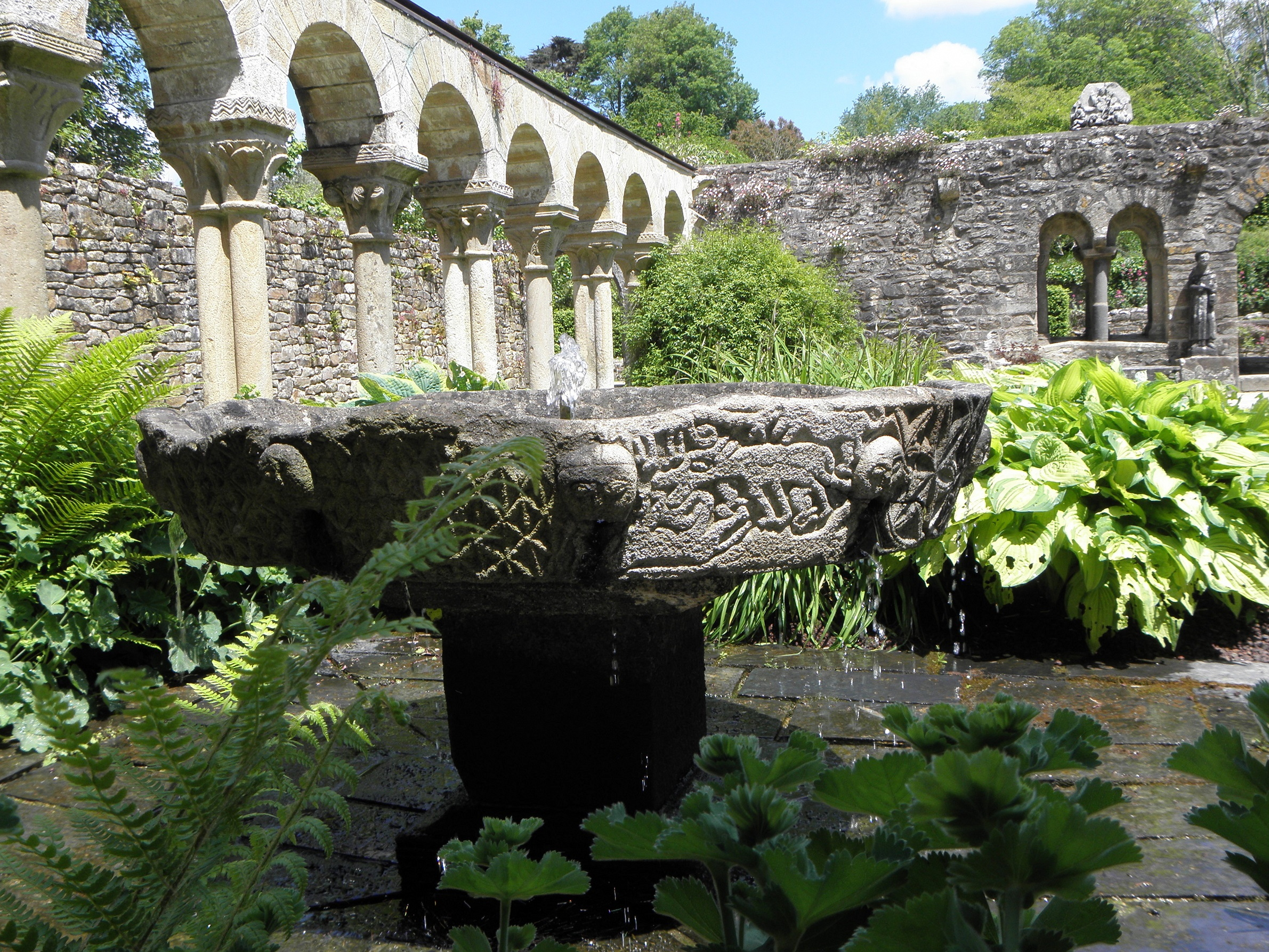
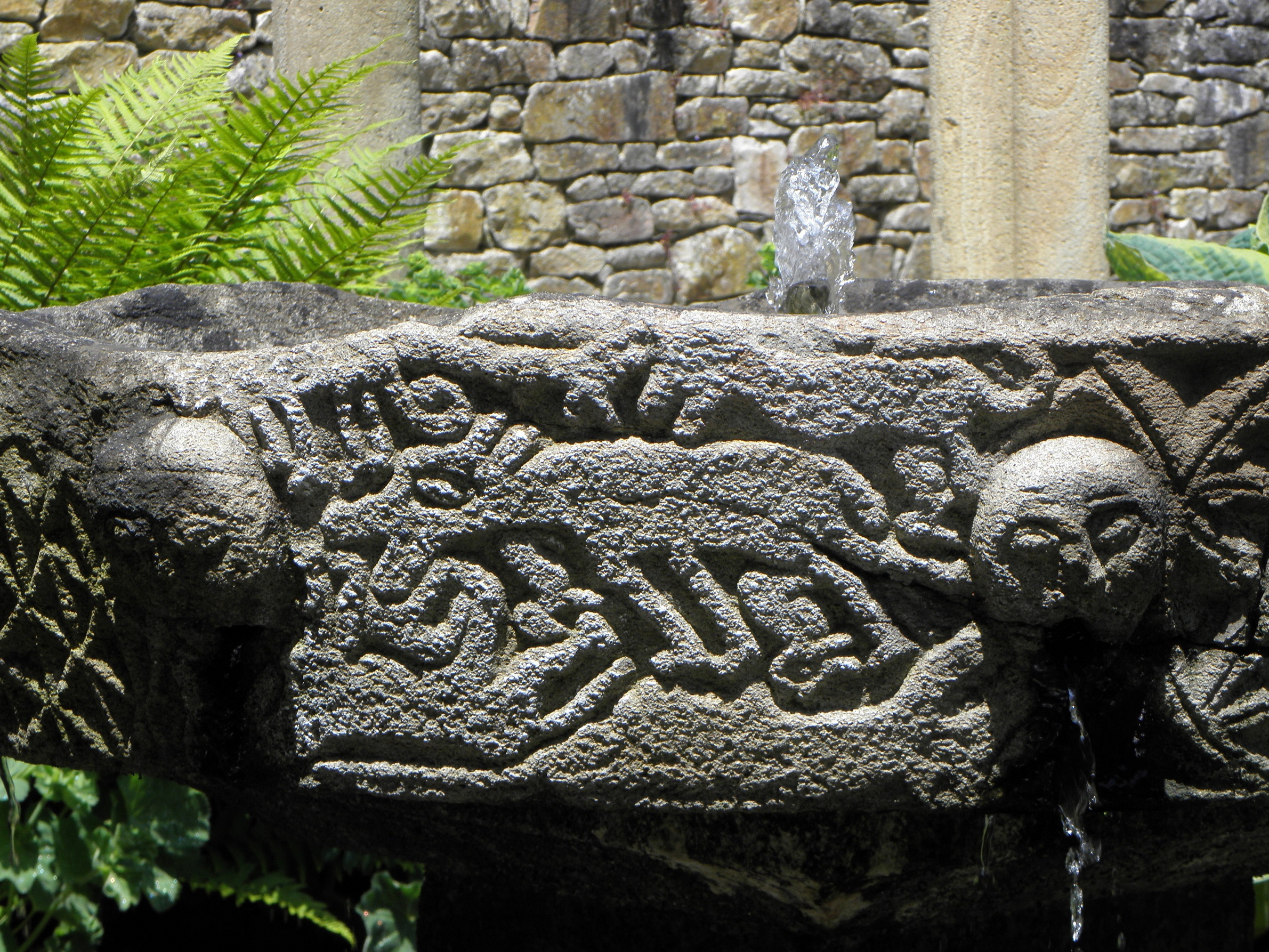

- Les restes de la façade ouest de la salle capitulaire[43] à l'est du cloître. Au centre, percée dans le mur épais, une porte à simple rouleau est encadré de part et d'autre par deux baies géminées posées sur un mur bahut, supportées au centre par deux colonnes, et sur les côtés par deux colonnes engagées. La datation de ces vestiges fait débat en l'absence de sources historiques. De par leur style et leur facture archaïques, ils semblent antérieurs au cloître et à l'abbatiale. Des datations diverses ont été avancées, allant de l'époque pré-romane au début du XIIe siècle, donc antérieures à la donation du château de Daoulas par Guyomarch IV de Léon en 1173. Est-ce la preuve d'un établissement monastique antérieur ou un élément architectural construit à d'autres fins et réutilisé lors de la création de l'abbaye ?
- La chapelle Notre-Dame-des-Fontaines est un simple oratoire déjà cité dans un acte de 1638, remanié en 1880 et restauré en 1986, issu de l'ancien chancel des moines. Deux anciennes stalles, avec sièges à miséricorde, s'y trouvent et proviennent de l'ancienne église gothique ainsi qu'une Vierge à l'Enfant, une statue de sainte Catherine, une autre de saint Thélo chevauchant un cerf, etc.

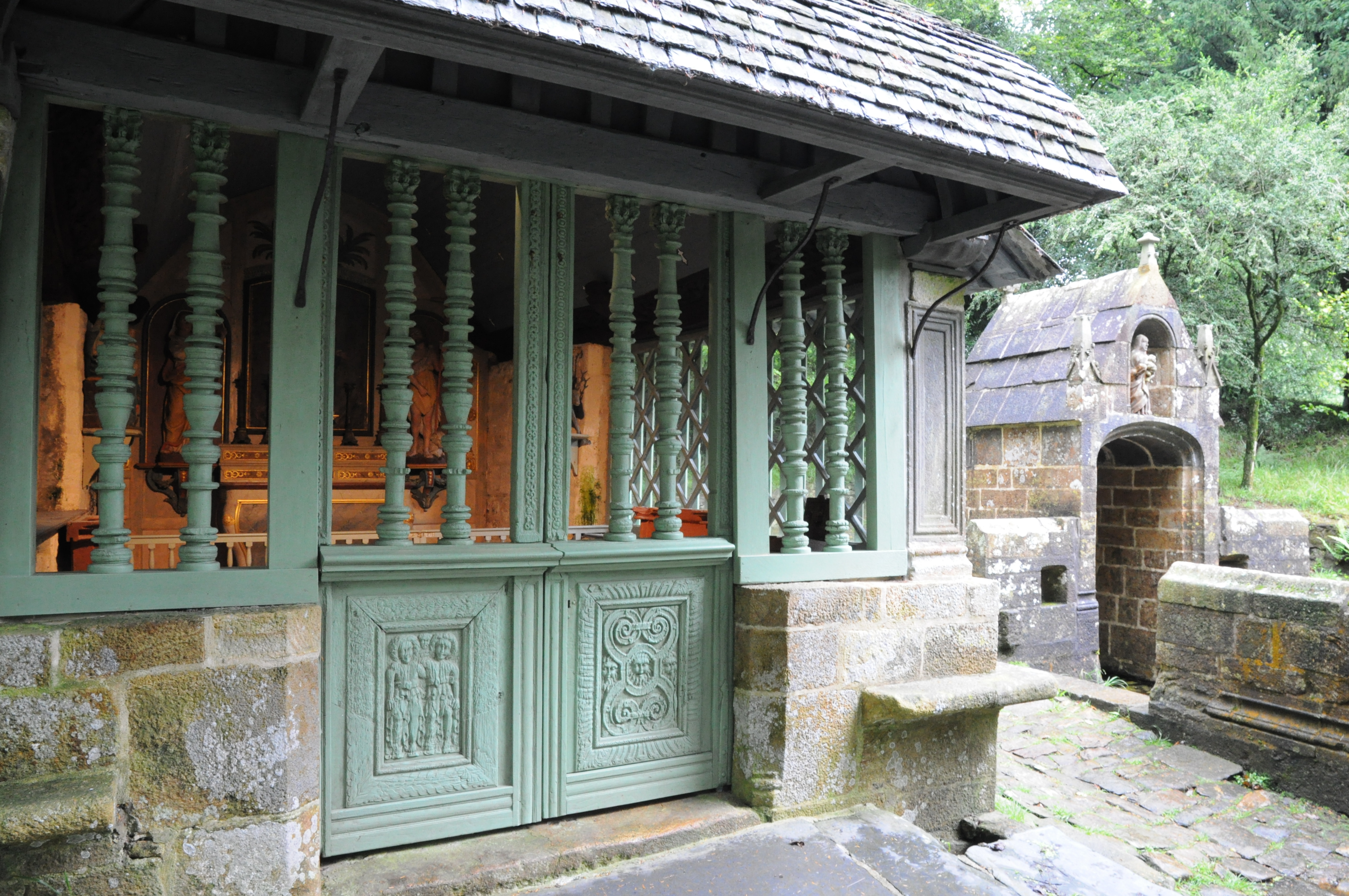
Façade de la chapelle-Notre-Dame des-Fontaines.
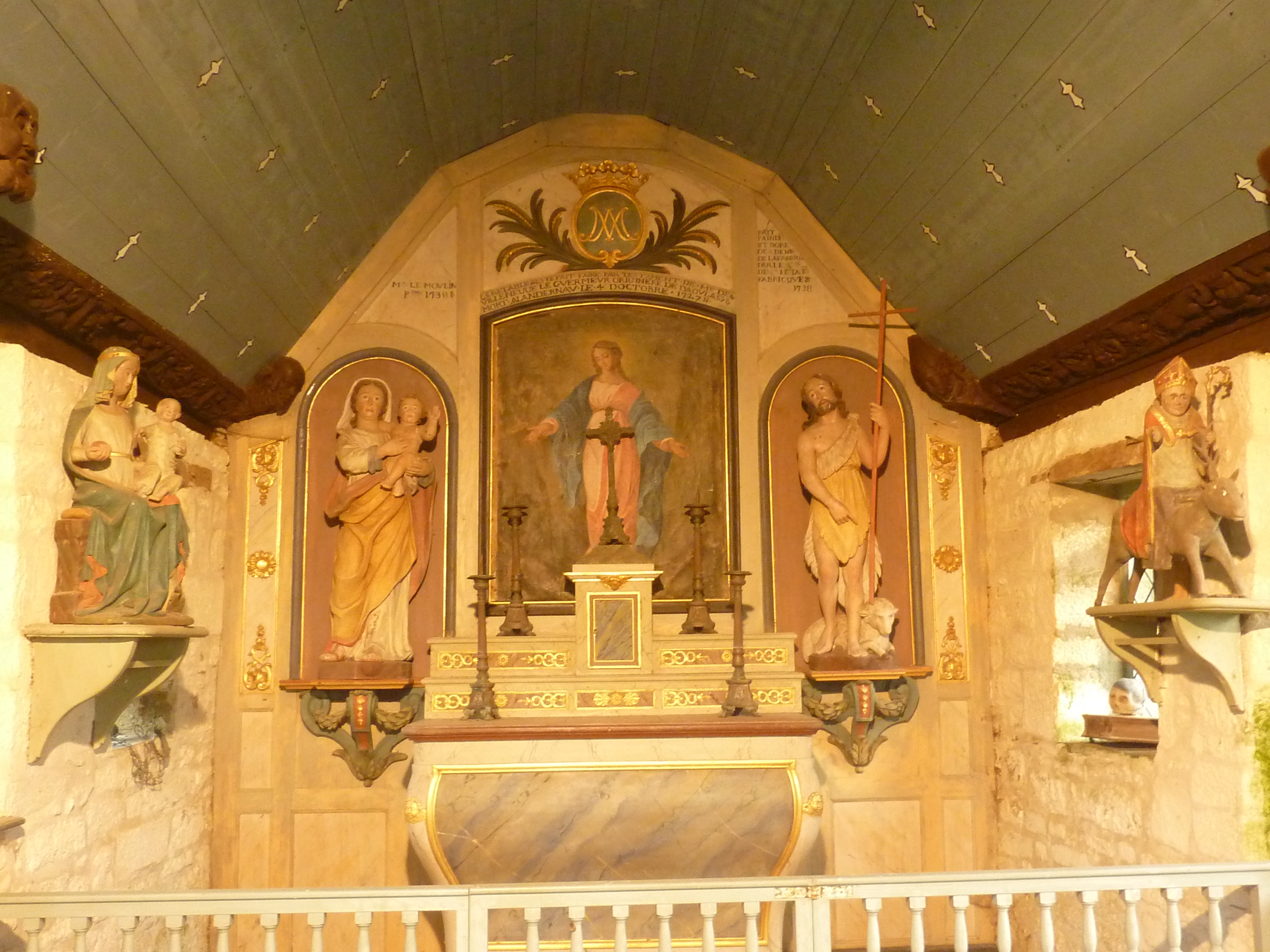
La chapelle Notre-Dame-des-Fontaines : vue intérieure.
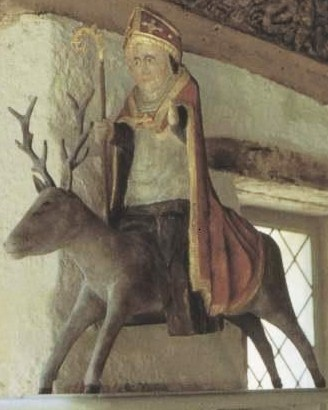
Statue de saint Thélo (XIIIe siècle, bois polychrome) dans l'oratoire de Notre-Dame-des-Fontaines.

- La Fontaine monumentale Notre-Dame-des-Fontaines[44] date dans son état actuel de 1550 (mais une fontaine existait antérieurement) et fut construite par l'abbé Olivier du Chastel; de style gothique, elle forme un rectangle de 6 mètres sur 4 mètres et contient une Vierge à l'Enfant tenant une pomme dans la main, symbole du péché originel. Elle a probablement été édifiée à l'emplacement d'un ancien lieu de culte païen, en particulier druidique comme une très ancienne statue située à proximité semble l'illustrer. Les trois bassins de la fontaine rappellent la Sainte Trinité. Le bassin de la fontaine est surmonté d'une sorte de petite chapelle gothique en pierre de Kersanton, couverte de deux rampants aigus avec clochetons aux quatre angles. Elle fut restaurée au XVIe siècle par l'abbé Olivier du Chastel. Cette fontaine fut par le passé l'objet d'une grande dévotion « qui n'est pas encore entièrement éteinte » écrivait le 20 août 1841 Ollivier, alors curé de Daoulas[45].

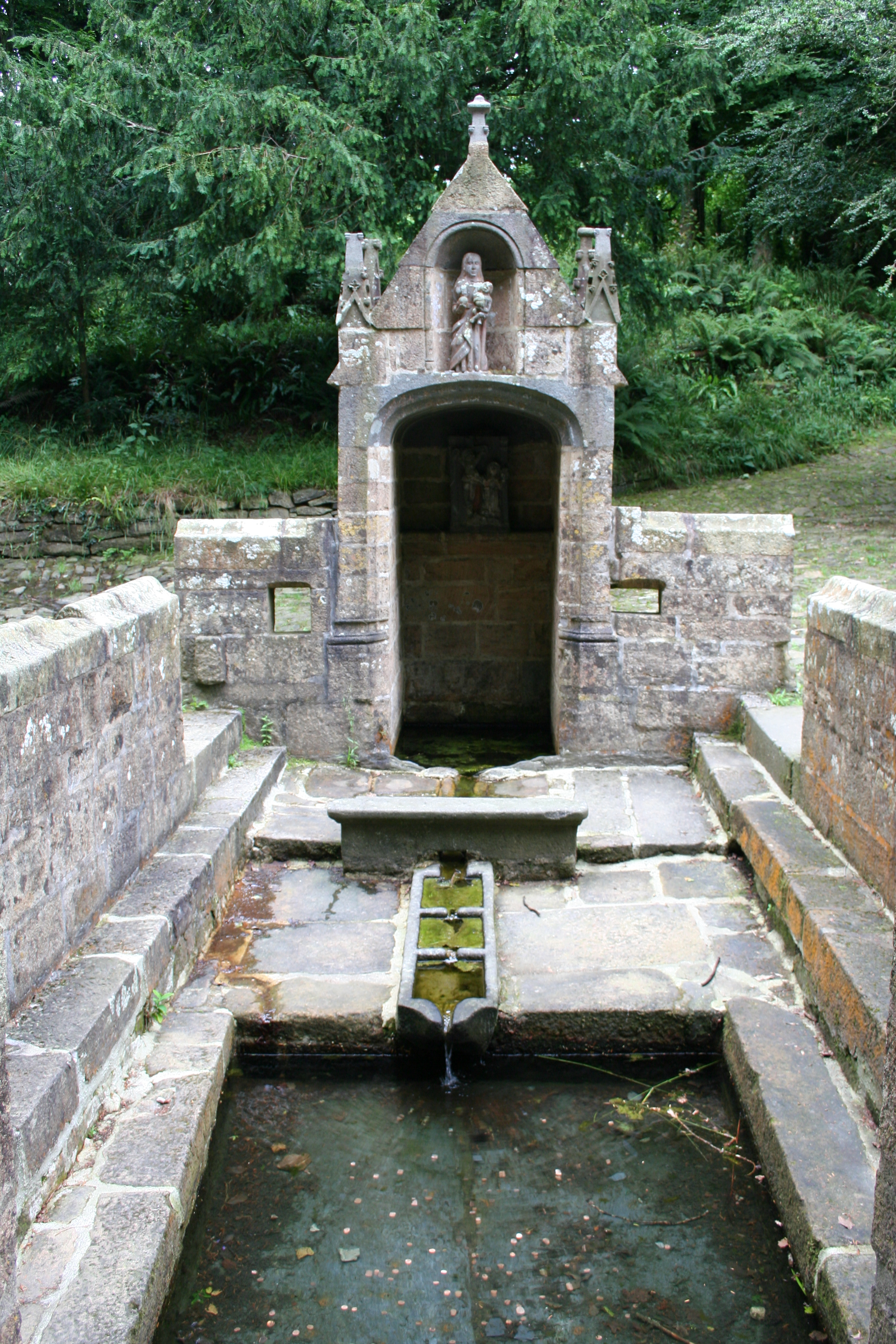
Fontaine du XVIe siècle.
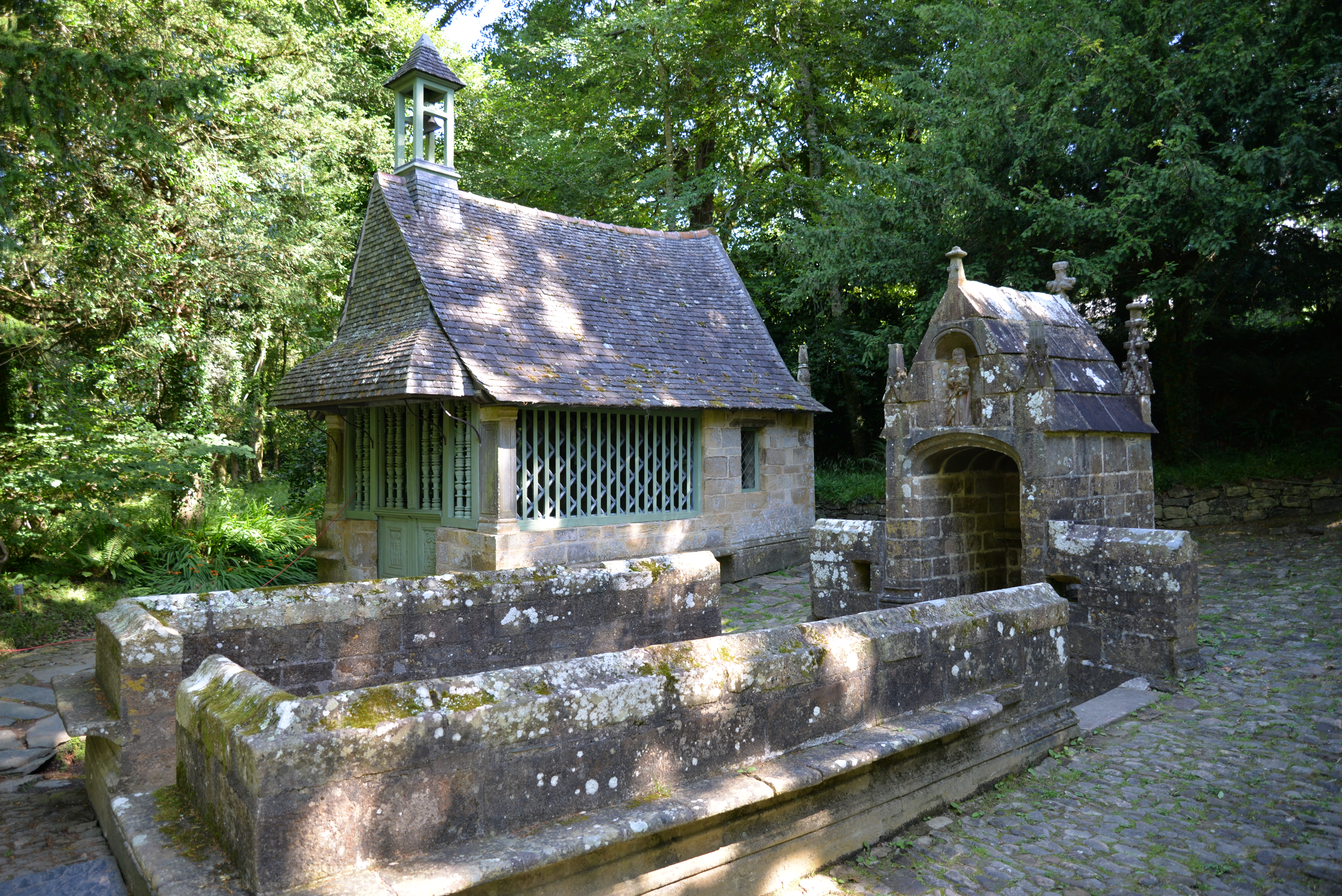

- Un lavoir situé à proximité de la fontaine Notre-Dame-des-Fontaines
- La « Maison du XVIIIe siècle » est le siège actuel des bureaux de l'association. Un beau cèdre centenaire se trouve dans la cour intérieure.
- Un Jardin de plantes médicinales (650 espèces)
- La buanderie

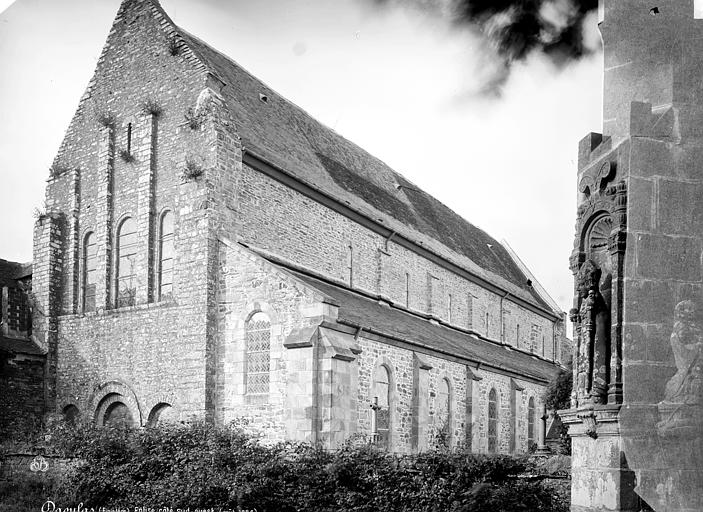
L'abbaye de Daoulas en 1884 (photo de Séraphin-Médéric Mieusement).
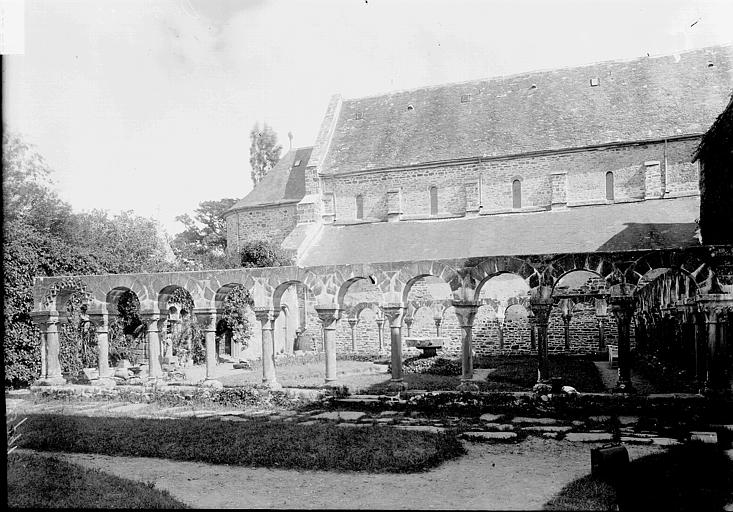
Le cloître et l'abbaye de Daoulas au début du XXe siècle (photo de Camille Enlart.
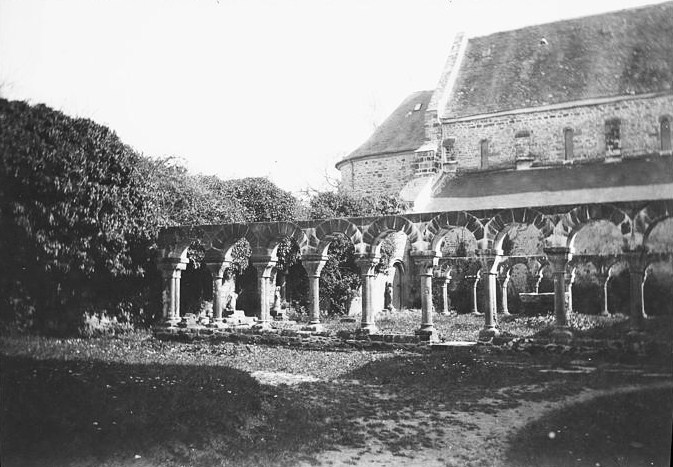
Le cloître de l'abbaye de Daoulas en 1893 (photo de Paul Lancrenon).
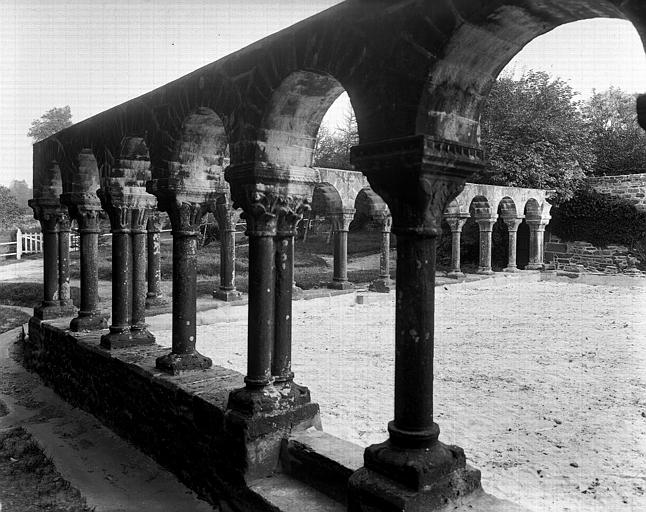
Le cloître de l'abbaye de Daoulas au début du XXe siècle (photo d'Eugène Lefèvre-Pontalis).
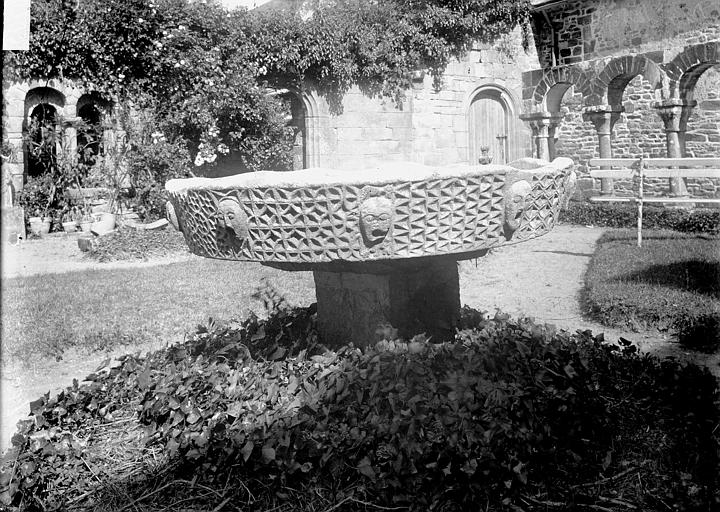
La vasque de l'abbaye de Daoulas au début du XXe siècle (photo de Camille Enlart).